# めちゃ×2イケてるッ!
『めちゃ2イケてるッ!』（めちゃめちゃイケてるッ、略称：めちゃイケ）は、フジテレビ系列で1996年10月19日から2018年3月31日まで放送されていたお笑いバラエティ番組。正式タイトルは『めちゃ2イケてるッ! -What A COOL we are!-』（めちゃめちゃイケてるッ! ホワット・ア・クール・ウィー・アー）。
タイトルロゴでは『めちゃ2イケてるッ!』という表記であるが、ラテ欄などプレーンテキストでは『めちゃ×2イケてるッ!』と表記される。

## 概要
1995年10月から1996年9月まで放送されていた『めちゃ2モテたいッ!』（通称：めちゃモテ）がリニューアルすると共にゴールデンタイムに進出する形で放送開始。同番組は『平成のひょうきん族』を目標に揚げていた。当初は深夜時代の『とぶくすり』と『めちゃモテ』の放送内容を踏襲したショートコントやゲストとのトークコーナーがメインだったが、間もなく軌道修正が図られメンバーが体を張ったロケーションやゲーム企画が多くなり、「濱口だましシリーズ」「抜き打ちテスト」「岡村オファーシリーズ」「しりとり侍」などの人気企画を軒並み輩出し、視聴率も安定して15%以上を記録し続けるなど人気を博した。
番組の収録は、基本的に火曜日と水曜日にフジテレビの本社スタジオ（東京都港区）もしくは湾岸スタジオ（東京都江東区）にて行われていた。開始から半年間は河田町の旧本社ビルと現本社スタジオで並行して収録していた。
本番組の放送期間（21年半）は、土曜8時枠で放送されたテレビ番組の中ではTBSの『8時だョ!全員集合』（16年）や、目標としていた同局の『オレたちひょうきん族』（8年半）などを抑え最長の放送期間である。
赤DVDが販売されているほか、CS放送の「フジテレビONE」にて過去の放送分が再放送されている。

## 出演者

### めちゃイケメンバー
レギュラーメンバーの通称。別名『おだいばZ会』。矢部がリーダーで岡村がキャプテン。番組の構成上メンバーの誰かが登場しない回もあったが、それに関わらず一貫して『おだいばZ会』としてめちゃイケメンバーの氏名がエンドロールで全員分表示されていた。
前身となる『とぶくすり』には出演していたが、『めちゃモテ』には出演のなかったよゐこもレギュラーに復帰した。また、『めちゃモテ』にゲスト出演経験があったキャイ～ンにもレギュラー出演の打診があったが、キャイ～ンの意向で打診を断ったことを後年（2022年）に明らかにしている。

#### 初期メンバー
- ナインティナイン
  - 岡村隆史（初回 - 2010年7月[注 1]、2010年11月27日 - 2018年3月31日）
  - 矢部浩之
- よゐこ（濱口優・有野晋哉）
- 極楽とんぼ
  - 加藤浩次（初回 - 2018年3月31日）
  - 山本圭壱[注 2]（初回 - 2006年7月8日、2018年3月[注 3]）
- 雛形あきこ
- 鈴木紗理奈
- オアシズ
  - 光浦靖子
  - 大久保佳代子（2000年10月14日 - 2018年3月31日）
- 武田真治

#### 新メンバー
2010年、岡村不在の中行われた新メンバーオーディションに合格したメンバー。全員が2010年11月13日から出演。
- 敦士
- ジャルジャル（後藤淳平・福徳秀介）
- たんぽぽ（白鳥久美子・川村エミコ）
- 重盛さと美

#### 元メンバー
- 三中元克（2010年11月13日 - 2016年3月12日）

2010年に行われためちゃイケ新メンバーオーディションで唯一の“素人”として合格し、芸能界に染まっていない『素人のいじられキャラ』で各種のチャレンジ企画に参加していた。2016年2月27日の生放送で、視聴者投票による『”芸人”としてレギュラー参加をかけた再オーディション』を受け、不合格となり番組を降板。

### 準レギュラーメンバー
- 江頭2:50 - 「エガちゃんの一言物申す」「おしえて!!エガラップ」など
- エスパー伊東 - 「24時間対抗テレビ」など
- 中居正広[注 4] - 「日本一周」「岡村オファー・SMAPライブ編」「FNS27時間テレビ」など
- 錦野旦 -「イケてる!日本新記録」「数取団」「期末テスト」など
- 佐野瑞樹（フジテレビアナウンサー） - 「期末テスト」「シンクロナイズドテイスティング」「24時間対抗テレビ」「中嶋Pプレゼンツ企画」など
- 蓬田修士  -「ヨモギダ少年愚連隊」シリーズ、「数取団」など
- くっきー（野性爆弾）-「銭湯ドッキリ」チェチェナちゃん「数取団」「記録よりも記憶に残るベスト10」など

### フジテレビ社員
- 小西康弘（元プロデューサー） - 初代スタッフのひとり。江頭に物申された1周年記念SP「1周年だよ!全員集合スペシャル!!」出演を期に不定期出演していた。当番組Pが画面出演する先駆け。
- 中嶋優一（元プロデューサー、アドバイザリースタッフ） - 2011年11月に別番組に異動となったが、自身もメンバーだという自負から卒業だと自称していた。
- 明松功（元プロデューサー、通称カガリ） - AD時代から19年間番組に携わったが、2016年6月の人事異動により卒業が発表された。「ガリタ食堂」

### 実況・進行役
- 倉田大誠（フジテレビアナウンサー）-「シンクロナイズドテイステイング」（実況）
- 西山喜久恵（フジテレビアナウンサー） - 「期末テスト」「24時間対抗テレビ」「めちゃイケコンビネタNo.1決定戦」など
- 高木広子（元フジテレビアナウンサー） - 「ザ・カルチャータイム」
- 三田友梨佳（元フジテレビアナウンサー） - 「ザ・カルチャータイム2012」「キレ芸No.1決定戦」
- 高橋真麻（元フジテレビアナウンサー） - 「スターどっきりまるゆ報告」
- 永島優美（フジテレビアナウンサー） - 「情報ライブオカネ屋」
- 牧原俊幸（元フジテレビアナウンサー） -「笑わず嫌い王決定戦」（実況）「２７時間テレビ通-クイズパレード！！」
- 志生野温夫 -「めちゃ日本女子プロレス」「イケてる!日本（世界）新記録」
- セイン・カミュ - 「STAMP」「STAMP8」（実況）など
- 杉崎美香 - 「お笑い芸人歌がへたな王座決定戦」

### 罰ゲーム執行役
- 悪役商会 - 「七人のしりとり侍」
- 火の竜清徳 - 「単位上等!爆走数取団」「集中寺」
- アレクサンダー大塚 - 「色とり忍者第1章」
- マッスル坂井（DDTプロレスリング） - 「色とり忍者第2章」
- 鈴樹志保（カンカラ） -「山奥」「色とり忍者第2章」
- 松井耀子（テレビ熊本） -「容疑者Oの変身」

### コーナーレギュラー （不定期出演）
各コーナーにレギュラー出演している出演者（各コーナーについては後述）
めちゃ日本女子プロレス
- 大島美幸（森三中）、今井良晴、阿部四郎、豊田真奈美

オカッチ&ミヤッチ
- 雨上がり決死隊（蛍原徹・ 宮迫博之）、平山あや

恋のかま騒ぎ
- FUJIWARA（藤本敏史・原西孝幸）、元チュパチャップス（ほっしゃん。・宮川大輔）、品川庄司（品川祐・庄司智春）、ペナルティ（ヒデ・ワッキー）、ロンドンブーツ1号2号（田村淳・田村亮）、アンタッチャブル（山崎弘也・柴田英嗣）、チュートリアル（徳井義実・福田充徳）、 ブラックマヨネーズ（吉田敬・小杉竜一)

シンクロナイズドテイスティング
- 渡辺直美、FUJIWARA（藤本敏史・原西孝幸）、 ココリコ（遠藤章造・田中直樹）、品川庄司（品川祐・庄司智春） 、ガレッジセール（ゴリ・ 川田広樹）、次長課長（井上聡・河本準一）、ハリセンボン（近藤春菜・箕輪はるか）、安田大サーカス（団長安田・クロちゃん）、千秋 、山田親太朗

お笑い芸人歌がへたな王座決定戦
- 博多華丸・大吉（博多華丸・博多大吉） 、 オードリー （若林正恭・春日俊彰）、スピードワゴン（井戸田潤・小沢一敬）、平尾昌晃

パチモンさりなwithTの尺とったったー！
- たむらけんじ

ホッシャンパンダ
- ほっしゃん。

ほんとにあったフジ縛霊の怖い話
- ダイノジ（大地洋輔・大谷ノブ彦）、梶原雄太（キングコング）、 ロバート（秋山竜次・馬場裕之・山本博）、ドランクドラゴン（塚地武雅・鈴木拓）、インパルス（板倉俊之・堤下敦）、モンスターエンジン（西森洋一・大林健二）、岩井勇気（ハライチ）、平成ノブシコブシ（吉村崇・徳井健太）、トミドコロ、千鳥（大悟・ノブ）、しずる（村上純・KAƵMA）、はんにゃ.（川島章良・金田哲）、フルーツポンチ（村上健志・亘健太郎）、我が家（坪倉由幸・杉山裕之・谷田部俊）、藤崎マーケット（田崎佑一・トキ)、髭男爵（山田ルイ53世・ひぐち君）、朝日奈央・大川藍・酒井瞳・横山ルリカ（アイドリング！！！OG）

ブサイクコロシアム
- フットボールアワー（岩尾望・後藤輝基）、日村勇紀（バナナマン）、森三中（黒沢かずこ・村上知子・大島美幸）、南海キャンディーズ（山崎静代・山里亮太）、隅田美保（アジアン）

爆裂お父さん
- とんねるず（石橋貴明・木梨憲武）、山本慶（1998年〜2001年）、 石井萌々果・中田舞奈・相田梨花（2006年〜2010年）

容疑者Oの変身
- 小野寺昭

オカレモン（オカレモン体操、グイグイ発表会）
- 小林正宗、坂本大河、市川大樹、山崎樹、桑山知也、原田瑠利香、萩原利久

超痛快!リトルダディ
- ゆいP（おかずクラブ）

クイズ濱口優
- おさる

帰れまSTEP
- E-girls

なんでだろう?
- テツandトモ（テツ・トモ）

杉田かおる企画
- 杉田かおる

ラップ娘
- 小島あやめ

### 出演頻度の多いゲスト
- ビートたけし -「やべっち寿司」「16周年パーティー」「たけっしー」など
- 村上ショージ -「めちゃギントン」など
- 明石家さんま -「ヤマモトテン」「STAMP8」「やべっち寿司」「めちゃギントン」「27時間TV」など
- ジミー大西 -「めちゃギントン」「サル期末テスト」など
- 梶原雄太（キングコング）岡村の代役として
- 秋山竜次（ロバート） -「唐沢P」として
- 日村勇紀（バナナマン） -「熱湯コマーシャル」｢ブサイクコロシアム｣「変-1グランプリ」など
- 渡辺直美 岡村の代役として
- 浜田雅功 （ダウンタウン） -「フジテレビ警察」「やべっち寿司」など
- オリエンタルラジオ（中田敦彦・藤森慎吾） - 「期末テスト」など
- 安田大サーカス（団長安田・HIRO・クロちゃん） -「やべっち寿司」など
- おぎやはぎ（小木博明・矢作兼） -「めちゃツア」「ダメトーーク」など
- さまぁ〜ず（三村マサカズ・大竹一樹） -「笑わず嫌い王決定戦」
- タモリ - 「近くへ行きたい」「矢部結婚」「ブラタモリ（パロディ）」
- 出川哲朗 - 「期末テスト」など
- 劇団ひとり - 「笑わず嫌い」「ガリタ食堂」「変-1グランプリ」など
- ボビー・オロゴン - 「イケてる!日本（世界）新記録」「期末テスト」など
- 哀川翔 - 「ドッキリ」「ハロウィンゾンビ仮装」など
- 綾野剛 - 「ガリタ食堂」「ナンパリレー選手権」など
- 小栗旬 - 「色とり忍者」「ダメトーーク」「空き時間っす！」など
- ウエンツ瑛士 - 「色とり忍者」など
- 松野明美 - 「ドッキリ」「歌へた」「二代目江頭」など
- 小林麻耶 - 「めちゃギントン」「期末テスト」など
- 鈴木奈々 - 「期末テスト」など
- 小島瑠璃子 - 「変-1グランプリ」など
- V6 - 「数取団」「ヤセガマンレストラン」
- TOKIO - 「やべっち寿司」「色とり忍者」「フジテレビ警察」
- KinKi Kids - 「めちゃあい」「やべっち寿司」「数取団」
- 嵐 - 「エガちゃんの一言物申す‼︎」「色とり忍者」
- EXILE - 「オカザイルシリーズ」「帰れまSTEP」など
- AKB48 - 「国立め茶の水女子大学付属第48高等学校シリーズ」など
- モーニング娘。 - 「岡女。シリーズ」「赤DVDクイズ」など

### ナレーション
- 木村匡也 - 提供読みも担当。
- 住友七絵

## 番組の歴史

### 1990年代
1996年
- 10月2日、24時50分～25時20分の30分枠で直前スペシャルを放送。
- 10月18日、『めざましテレビ』で雛形が生番宣。『森田一義アワー 笑っていいとも!』にて当時レギュラーのナイナイも生番宣。そこで雛形もゲスト出演している。
- 10月19日、番組放送開始。オープニングはフジテレビのお台場新社屋屋上のヘリポートで撮影された。当日、雛形は『ノックは無用!』（関西テレビ）に番宣で生出演した。宣伝ポスターは、岡村が猿に扮しその横にメンバーがくっつくというデザインだった。キャッチコピーは『土曜の夜は、キーつけや!!』[4]、下表記も『-WhaT's  COOL we ape!-』（ホワッツ・クール・ウィー・エイプ!）になっていた[5]。初回の放送内容は「めちゃイケ号」でのトーク・「イケてるッ!日本新記録」「イケてるッ柔道」「イケてるッ!COWNTDOWNTV」「SHORTCOOL（コント）」「岡田一少年の事件簿」であった。
- 11月23日、「爆烈お父さん」がスタート。

1997年
- 1月1日、13:00 - 15:30に生放送元日特番『めちゃ2イケてる新年会ッ! おせち食ってる場合やないでスペシャル!』を放送。なお、使用したスタジオは河田町社屋（当時）第6スタジオであった。
- 10月4日、『ガチコン言わしたるッ!スペシャル!!』（18:30 - 20:54）を放送。「岡村オファーがきましたシリーズ」がスタート。
- 12月13日、「フジTV警察24時」がスタート。

1998年
- 1月1日、13:00 - 15:30に生放送特番『第1998回元旦記念 ボクとアナタが正月王!!』を放送。
- 6月3日、『とんねるずのみなさんのおかげでした』の人気コーナー「食わず嫌い王決定戦」のパロディコーナー「笑わず嫌い王決定戦」がスタート。
- 7月18日、同局の長時間特別番組『FNSの日』に初めて1コーナーとして参加。同年の『'98FNS1億2700万人の27時間テレビ夢列島 てれずにいいこと、てれずに楽しく』では土曜深夜に「裏めちゃイケ」として生放送。総合司会は中居正広。
- 10月、レギュラー枠の開始時間が19:53に変更。

1999年
- 3月、「ヨモギダ少年愚連隊」がシリーズ継続。
- 5月22日、「めちゃ日本女子プロレス」がスタート。
- 12月31日、『ワールドカウントダウンスーパースペシャル24時間まるごとライブLOVE LOVE2000〜世界中の子供たちに僕らが愛でできること』内にて23:00 - 翌5:30に、『LOVE LOVE あいしてる』との合同生放送特番『めちゃ2あいしてるッ! -I LOVE you❤️Very match!-』（ - アイ・ラブ・ユー・ベリー・マッチ!）』を放送。

### 2000年代
2000年
- 3月11日、めちゃイケ初のゲームコーナーとなる「七人のしりとり侍」がスタート。
- 4月8日、「初生放送だよ全員集合!4月馬鹿スペシャル!!」（18:30 - 20:54）を放送。通常の時間帯では初の生放送で放送され、「爆裂お父さん」「クイズ濱口優」などが生放送で行われた。
- 4月22日、番組開始から3年半が経ち初めてオープニング映像・番組タイトルロゴ表記と本編の開始前ダイジェストが通常放送に限り廃止された。このため、原則通常放送での番組タイトルロゴの画面表記および岡村による「What A COOL we are!」のタイトルコールはなくなり、番組のタイトルロゴに代わって冒頭単発コーナーのロゴ表記またはいきなりナレーションによる本編がスタートする構成となった。
- 7月15日、「抜き打ちテスト」がスタート。
- 10月、大久保が正式にめちゃイケメンバーになる[注 5]。

2001年
- 3月10日、『クイズ$ミリオネア』のパロディコーナー「クイズ$マジオネア」、ゲームコーナー『ダジャレ人間ゴン』がスタート。
- 4月、レギュラー枠の開始時間が19:57に変更。開始時間の変更はこれが最後。
- 4月29日、めちゃイケpM8プロジェクトを開始。同月1日、「めちゃイケ大百科事典」発売。唯一の番組公認本であり、約半年の期間をかけて制作された。監修は番組総監督の片岡飛鳥、編集長は岡村が務めた。発売から数年間は『新しい波』〜『めちゃイケ』初期までのキャラクターや話題に触れる際、テロップに「大百科事典P（掲載ページ数）」と購入者に知らせるテロップが付随されていた。
- 7月14日、台湾でのお笑い対決の際、メンバーが着ていたユニホームがアディダス製の物であったため、スポンサーであるナイキに配慮して肩の3本線を青く塗りつぶし、胸のアディダスマークをフジテレビマークにCGで修正した上で放送された。
- 7月21日、2回目となる『FNSの日』の参加。同年の『FNS ALLSTARS 27時間笑いの夢列島』では土曜深夜から日曜朝にかけて「クイズ$マジオネア」と「七人のしりとり侍」をモチーフにした「27時間の裏めちゃイケ侍」を生放送。
- 10月23日、午後6時40分ごろフジテレビ本社内で収録準備中に美術会社社員が重さ100kgのセットの下敷きになり頭を強く打って亡くなる事故が起こった。その影響で27日放送予定だった内容を急遽中止して「ターミネーター2 特別編」が放送された。

2002年
- 6月8日、「しりとり侍」に続くリズムゲームコーナーとして「単位上等!爆走数取団」がスタート。
- 7月20日、新聞のテレビ欄などで予告されていた「FM三軒茶屋W杯メインキャスターに挑戦!」[6]企画の完結編の放送当日に突然の内容変更された。
- 8月24日、放送延期されていた「FM三軒茶屋W杯メインキャスターに挑戦!」企画の完結編を放送。観客席でのカメラ撮影は禁止ということでアニメで再現されて放送された。

2003年
- 2月8日、矢部オファーシリーズから生まれたコーナー「やべっち寿司」がスタート。
- 4月26日、『恋のから騒ぎ』（日本テレビ）のパロディコーナー「恋のかま騒ぎ」がスタート。
- 4月29日、『ライオンのごきげんよう』（フジテレビ）の出張サイコロ企画にメンバー全員で出演。
- 12月27日、年末スペシャルを放送。冒頭において、画面が映らなくなる放送事故が発生する。

2004年
- 2月、「笑わず嫌い王決定戦」が一部のHDDレコーダーで録画が出来なくなる。
- 7月3日（岡村34歳誕生日）、27時間テレビオファー企画を放送。
- 7月24日・25日、めちゃイケをベースとした『FNS27時間テレビ めちゃ2オキてるッ! 楽しくなければテレビじゃないじゃ〜ん!!』（18:30 - 翌21:00）が生放送された。総合司会はOne hundred（ナインティナイン・中居正広）が務めた。『FNSの日』の参加は3回目だが、ベースとされるのは初。
- 10月9日、「オールスター夢の激突8周年大感謝祭スペシャル!!」（18:30 - 20:54）を放送、番組史上最高視聴率を記録した（歴代高視聴率企画参照）。
- 10月23日、新潟県中越地震による報道特別番組により休止となった。
- 10月30日、放送300回突破。
- 11月6日、「THE STAMP SHOW!!」が「STAMP8」として復活。
- 11月20日、「シンクロナイズドテイスティング」がスタート。
- 12月25日、初期からのADで、当時APを担当していた中嶋優一が27時間テレビの打ち上げついでの「日本一周27時間テレビ打ち上げの旅」で中居の一言でプロデューサーに昇格。

2005年
- 7月23日、4回目となる『FNSの日』の参加。同年の『FNS ALLSTARS あっつい25時間テレビ やっぱ楽しくなければテレビじゃないもん!』では土曜深夜に「真夜中の大かま騒ぎ」を生放送。総合司会は笑福亭鶴瓶。
- 9月10日、「お笑い8区大激戦9時またぎスペシャル」（19:57 - 21:24）を放送。視聴者プレゼントが一夜限りの復活を果たした。
- 9月24日、当初は前番組「脳内エステ IQサプリ」と共に野球中継で休止の予定だったが、この年の地上波での野球中継の視聴率低迷の煽りを受け、番組を返上し、「オファー第10回記念 岡村奇跡達成の歴史」を放送。

2006年
- 1月放送分の恋のかま騒ぎの『恋の初かま騒ぎ』にて、1991年から1996年まで活動していたダンスユニット吉本印天然素材が 「天然素材同窓会」と題して出演。へびいちご以外のメンバーで12年振りに復活し『No limit』を披露した。
- 7月15日 - 8月31日、「お台場冒険王」の22階フォーラムで2001年の「めちゃイケ歴史資料館」以来5年ぶりに「東京めちゃイケランド[7]」として出展。7月8日にオープン記念企画を放送。
- 7月中旬 - 8月中旬、山本の不祥事による降板によって、あらかじめ収録していたVTRのほとんどがお蔵入りとなり、総集編や特番などで繋いだ。同時にCSフジテレビ721で再放送されていた『めちゃイケ』もこの時点で打ち切りとなった。
- 8月26日、『24時間テレビ 「愛は地球を救う」』（日本テレビ）のパロディ企画「24時間対抗テレビ」がスタート。2014年まで毎年欠かさず放送。
- 10月7日、放送10周年記念として2時間半拡大版「ピンチこそチャンスだ目標は20周年スペシャル!!」（18:30 - 20:54）を放送。やべっち寿司と抜き打ちテスト WBCを放送。
- 11月25日、「単位上等!爆走数取団」に続くゲームコーナーとして「只今参上!色とり忍者」がスタート。

2007年
- 7月21日、放送400回記念企画を放送。お台場冒険王のシュッとした金のオブジェの先ランドに「めちゃ2バケてるッ! -What's a HORORR We are!-[8]」出展。
- 11月10日、15分拡大版「オカザイルSPベストテン」（2007年10月6日放送「いい意味でヤバイっす オカザイルスペシャル」未放送編集版）のエンディングで、ゴールデンタイムである21時台にもかかわらず、アダルトビデオの音声が放送された。なお直前番組『脳内エステ IQサプリ』のエンディングで「宿題ヒント」が出されている時、EXILEの「Choo Choo TRAIN」が流れ、IQサプリ側のナレーター（吉崎典子）が「問題サプリも大募集!めちゃめちゃイケてる気分にしてください!」とめちゃイケに関連するナレーションで締めくくった。

2008年
- 2月23日、この放送回より字幕放送を開始した。
- 7月19日、お台場冒険王ファイナルのシュッとしたオブジェの先ランドに『めちゃイケ海の家 suppoted bySoftbank』[9]出展を発表。前年の「めちゃイケランド」同様、この「めちゃイケ海の家」も50万人を超える来場数を記録し、お台場王における新記録となった。
- 7月27日、5回目となる『FNSの日』の参加。同年の『FNS27時間テレビ!! みんな笑顔のひょうきん夢列島!!』では日曜夜に「さんま in めちゃイケ やべっち寿司」を生放送。総合司会は明石家さんま。
- 8月2日、未公開総集編。番組内で「崖っぷちのエガ」（「崖の上のポニョ」の替え歌）が放送され、話題になった。
- 10月4日、『岡村オファーシリーズ』第12弾「心のエースをねらえ!絶対無二のスペシャル!!」を放送。この放送で、放送批評懇談会が主催するギャラクシー賞10月度月間賞を受賞。めちゃイケがこの賞を受賞したのは、番組開始から13年目で初めてのことだった。
- 11月1日、「松岡修造テニスSPベストテン」（2008年10月4日放送「心のエースをねらえ!絶対無二のスペシャル!!」）で4位にランクインした番組オリジナルDVD「SHUZO BOOT CAMP」（シュウゾウブートキャンプ。元ネタがビリーズブートキャンプ）全3巻が3巻セットで視聴者プレゼントされ、2008年1月5日放送の「超豪華でもったいないお年玉放出スペシャル!!」以来10ヶ月ぶりの視聴者プレゼントが実施され、同時に同番組初となる番組DVDプレゼントにもなった。
- 12月6日、フジTV警察24時捜査中に紗理奈が結婚報告した。

2009年
- 1月3日、めちゃイケの12年の歴史では初めて三が日のゴールデンタイムに新春スペシャル「不景気をぶっ飛ばせ!お年玉開運スペシャル!!」（18:30 - 20:54）を放送。
- 2月14日、『お笑い芸人歌がうまい王座決定戦スペシャル』のパロディ企画「お笑い芸人歌がへたな王座決定戦スペシャル」がスタートした。
- 5月23日、この日は前の時間に放送されている『爆笑レッドカーペット』とのコラボとして同番組のエンディングからスタートした。
- 6月27日、裏番組『世界一受けたい授業』（日本テレビ）のパロディ企画「世界一受けたくない!?授業」がスタート。
- 7月18日、『MR.BRAIN』の科警研的セットで、お台場合衆国内シュッとした金のオブジェの先ランドに『めちゃ畑牧場』建設を発表した。
- 7月25日、6回目となる『FNSの日』の参加。同年の『FNSの日26時間テレビ2009 超笑顔パレード 爆笑!お台場合宿!!』では土曜深夜に「めちゃイケVSヘキサゴン 真夜中の大かま騒ぎスペシャル」を生放送。総合司会は島田紳助。
- 8月24日、15分拡大版。ブタが芸能人と対話するお悩み相談コーナー「幸子の寝室」がスタート。
- 9月5日、めちゃ畑牧場75万人の来場を記録した上層部からの景品にて当日・翌日の2日に渡って放送される『フジサンケイクラシック』のパロディ企画「フジサンケイお笑いレディースクラシック」を放送。開催場所・実況アナウンサーも本家と同様で、同時間にBSフジにおいて本家そのものが録画放送された。
- 10月10日、めちゃイケメンバー・スタッフが制作する『フジテレビ開局50周年記念特別番組 記録よりも記憶に残るフジテレビの笑う50年 〜めちゃ2オボえてるッ!〜‐What A SUPER MEMORY we have!‐』（20:00 - 23:10）を放送。この放送で、2度目のギャラクシー賞10月度月間賞を受賞[10]。
- 10月24日、この放送回をもって片岡飛鳥が総監督から企画統括に名義を変更し、番組の演出から離れた（企画・プロデュースは続行）。同時に筆頭ディレクターであった戸渡和孝が総合演出に就任。同年末にはフジTV警察24時、翌年年始には矢部オファーシリーズが放送されなかった（片岡が総監督時代に直接演出し続けてきた企画のため）。

### 2010年代
2010年
- 1月9日、新春スペシャル「テレビの力は超無限大お年玉自腹スペシャル!!」（18:30 - 20:54）を放送。「紅白歌へた合戦スペシャル」の優勝チームが合計100万円を自腹し、キーワードクイズ「むげんだいのげいにんはエド」を当てた視聴者にプレゼントした。
- 2月20日、「只今参上!色とり忍者」に続くゲームコーナーとして「集中寺」がスタート。
- 2月27日、岡村涙の苦情ゼロSPを放送。本番組への批判・苦情に対して、真っ向から挑む内容であった。詳細は岡村涙の苦情ゼロSPを参照。
- 4月10日、「イツザイだらけの春祭当て逃げのスペシャル!!」（18:30 - 20:54）を放送。4年ぶりに濱口だましを中心に放送。濱口が出演しているテレビ東京のオーディション番組「イツザイS」の全面協力の下に出演者及びインディーズ芸人にスタッフまで参加した。
- 7月17日、お台場合衆国のオダイバランド内に『めちゃイケ アウトレットパーク』建設を発表。岡村が入院中のため、岡村のGP代理として梶原雄太（キングコング）が出演し、岡村は番組の最後で点滴を打ちながらオカレモンで出演した。
- 7月24日、7回目となる『FNSの日』の参加。同年の『FNSの日26時間テレビ2010 超笑顔パレード 絆 爆笑!お台場合宿!!』では土曜深夜に「めちゃイケVSヘキサゴン 深夜のシンクロナイズドテイスティングスペシャル」を生放送。総合司会は島田紳助。岡村は入院中のため不在。
- 7月31日、『抜き打ちテスト』総集編と『めちゃイケアウトレットパーク』の様子を岡村を除いたレギュラー陣が見廻った2時間スペシャル（19:00 - 20:54）を放送。2002年夏のSP以来、8年ぶりの19:00開始となった。司会役にはブースの専属キャラクターとして『サザエさん』に登場する穴子さんが選ばれた。テレビ朝日の『お願い!ランキング』をパロディとした構成になっていた。
- 9月4日、放送500回突破。番組の最後で江頭から現状打破で、新レギュラーオーディションを行うことが発表された。
- 9月中、福岡・東京（フジテレビ社屋内）・大阪・仙台にてオーディション1次選考を開催。約1万人の応募があり、アマチュアだけでなくプロの芸能人も混じって出場していた。また一部のお笑い芸人は仕事で多忙のため、別日フジテレビにて集団オーディションを受けた（中にはぼんちおさむ・明石家さんまなども含まれていた）。
- 10月9日、「15年目突入のピンチをチャンスにスペシャル!!」（18:30 - 20:54）を放送。3次選考までのオーディションの模様を放送。最終選考までに残った10組が発表された。
- 10月30日、「今夜ついに新メンバー決定!生放送スペシャル!!」（19:57 - 21:24）を放送。生放送で新メンバーを発表し、ジャルジャル・たんぽぽ・敦士・重盛さと美・三中元克が新メンバーとなった。
- 11月27日、岡村が復帰。コピアポ鉱山落盤事故における作業員救出をパロディ[11]して、134日ぶりにカメラの前に現れた。

2011年
- 2月26日、14:00 - 16:00・全編ローカルセールス枠で、『新しい波』から『めちゃイケ』までのナインティナイン20年分の総集編『ナイナイ20年の奇跡』が放送された。
- 2月26日、「ナインティナイン20周年に20のやりたいことスペシャル!!」（19:00 - 20:54）を放送。ナイナイとの共演機会が少ないビートたけし、岡村との交際報道があった熊田曜子、更にテレビ朝日プロデューサーの加地倫三がゲスト出演。番組内では岡村が当時好きな曲と公言していた「ありがとう」（いきものがかり）の替え歌（歌っていた人物は不明）が披露されており、エンディングではオリジナルバージョンが使用された。
- 3月12日、11日に発生した東日本大震災及び福島第一原発事故による特別報道体制により休止となった。
- 4月7日、CSフジテレビONEにて2006年7月22日放送分より再放送が再開された。
- 4月9日、「バカって言ったらバカって言う元気が出るスペシャル!!」（18:30 - 20:54）を放送した。この日は裏番組で『オールスター感謝祭』（TBS系列）を放送しており、初めてこの二番組が同日同時刻でぶつかることとなった。
- 7月16日、めちゃイケメンバーが「お台場合衆国2011〜ぼくらがNIPPON応援団!〜」のイメージキャラクターに選ばれたことと、オダイバランド（旧シュッとしたオブジェの先ランド）「めちゃリゾートハワイアンズ」を元ネタのスパリゾートハワイアンズの全面協力でパビリオンを展開。
- 7月23日・24日、めちゃイケをベースとした『FNS27時間テレビ めちゃ2デジッてるッ! 笑顔になれなきゃテレビじゃないじゃ〜ん!!』（18:30 - 翌20:54）が生放送された。総合司会は前回と同じく、One hundred（ナインティナイン・中居正広）が務めた。この時、矢部は100kmマラソンに挑み、放送時間内に完走した。『FNSの日』は8回目の参加で、ベース番組としての参加は2度目。この番組のシンボルマークとして使用された「M」をモチーフとした笑顔マークは、レギュラー本編でそれまで使用されていた稲妻マークの代わりに使用される事となり、現在も使用されている。しかし最終回では随所に稲妻マークが主に使用されており、ロゴ以外では笑顔マークはあまり使用されなかった。
- 10月8日、放送15周年記念スペシャル「15周年だから4時間半にしなきゃスペシャル!!」（18:30 - 23:10）を放送。めちゃイケ全メンバー・特別ゲストの「抜き打ちテスト」と「近くへ行きたい」などを放送[注 6]。放送時間は史上2番目に長い4時間40分。

2012年
- 1月7日、新春スペシャル「もうデブザイルなんて言わないでスペシャル!!」（18:30 - 20:54）を放送。約4年ぶりに視聴率が20%を超え、22.3%を記録した。
- 3月10日、「東北とつながってるね!生放送でプレゼントスペシャル!!」（19:00 - 20:54）を放送。約1年5ヶ月ぶりの全編生放送で、メンバー全員の愛用品を被災3県在住の視聴者にプレゼントした。
- 3月31日、「男も女もホラ警戒セヨ春の3時間スペシャル!!」（18:30 - 21:24）を放送。
- 7月22日、9回目となる『FNSの日』の参加。同年の『FNS27時間テレビ 笑っていいとも! 真夏の超団結特大号!! 徹夜でがんばっちゃってもいいかな?』では日曜夕方に「めちゃ2いいとも! 生やべっち寿司 ホントに団結できてんの? スペシャル!!」を生放送。総合司会はタモリ。
- 10月6日、放送16周年記念スペシャル「16周年だョ!全員集合初心に戻れスペシャル!!」（18:30 - 20:54）を放送。とんねるずの石橋貴明と岡村のホールインワン対決を行なった。
- 12月1日、「冬も食べ過ぎ働き過ぎ涙の2時間スペシャル!!」（19:00 - 20:54）を放送。「矢部オファーシリーズ」が3年ぶりに復活した。
- 12月8日、「フジTV警察24時」が3年ぶりに復活。

2013年
- 1月5日、新春スペシャル「厄よけに開運に初笑いなんて日だスペシャル!!」（18:30 - 20:54）を放送。なお翌12日は、4日発売の隔週TV雑誌では通常版での放送を予定していたが、当日は直前の『超潜入!リアルスコープハイパー』（これも同雑誌では放送の予定）と共に『平成教育委員会2時間スペシャル』に差し替えられた。
- 4月6日、3月27日に放送を開始した『めちゃ×2ユルんでるッ!』（ゼロテレビ）にて、矢部が青木裕子との結婚を発表した。これに伴い番組内容を変更し「めちゃ2祝ってるッ! 矢部浩之♥裕子 結婚披露宴 緊急生放送スペシャル!!」（19:00 - 20:54）を放送、披露宴をフジテレビのスタジオにて行い、その模様を生放送した。視聴率は関東地区で20.8%を記録し、15ヶ月ぶりに20%を超えた。
- 4月20日、本来4月6日に放送する予定だったAKB48メンバーを中心にして行われた期末テストスペシャル（18:30 - 20:54）を放送。視聴率は20.9%を記録し、2週連続で20%を超えた。
- 6月1日、「集中寺」に続くゲームコーナーとして「めちゃギントン」がスタート。
- 8月3日、10回目となる『FNSの日』の参加。同年の『FNS27時間テレビ 女子力全開2013 乙女の笑顔が明日をつくる!!』では土曜夜に「生爆烈お父さん オヤジも全力スペシャル!!」を生放送。総合司会はオアシズ、森三中、椿鬼奴、友近、ハリセンボン、柳原可奈子、渡辺直美。
- 9月21日、「目指せ笑いの人間国宝イヨーッ!スペシャル!!」（19:00 - 20:54）を放送。「岡村オファーシリーズ」が5年ぶりに復活した。

2014年
- 1月4日、新春スペシャル「祝600回記念だっしー!パーフェクトイヤーだスペシャル!!」（18:30 - 20:54）を放送。この放送で放送600回を突破した。
- 3月1日、フジテレビ開局55周年記念番組「めちゃ2感謝してるッ! フジテレビ開局55周年記念BIG3で4時間超えスペシャル!!」（19:00 - 23:10）を放送。めちゃイケ全メンバー・特別ゲストによる史上最多人数での「抜き打ちテスト」とタモリ・たけし・さんまのお笑いビッグ3が出演する企画3本を放送。放送時間は史上3番目に長い4時間10分。視聴率は関東地区で22.1%を記録した。
- 5月31日、「めちゃ日本女子プロレス」が9年ぶりに復活、当初出場予定だった木﨑ゆりあが練習中に負傷したため欠場となり、代わりに島田晴香が参戦した。またジャガー横田が初参戦し、阿部四郎も5年ぶりに試合を裁いた。
- 6月27日、片岡飛鳥がバラエティー制作センターチーフゼネラルプロデューサーに異動になり制作に復帰[12][13]。
- 7月26日、11回目となる『FNSの日』の参加。同年の『武器はテレビ。 SMAP×FNS 27時間テレビ』では土曜夜に「ドキッ! めちゃ2SMAP 男だらけの水泳大会」を生放送。総合司会はSMAP。
- 10月4日、放送18周年記念スペシャル「18周年はガチで勝負だ!ハゲザイルスペシャル!!」（18:30 - 20:54）を放送。
- 10月25日、「岡村隆史のピンチを救え!!オールナイトニッポン新相方オーディション」を放送。この放送で、3度目のギャラクシー賞10月度月間賞を受賞。

2015年
- 1月10日、新春スペシャル「笑って泣いて祝25周年今年も本気だスペシャル!!」（18:30 - 20:54）を放送。「中居&ナイナイ日本一周の旅」が2年ぶりに復活。
- 4月4日、「俺たち本気でやるっきゃない!3時間越えだスペシャル!!」（19:57 - 23:10）を放送。
- 7月19日、『逃走中』とのコラボで『逃走中〜めちゃ2本気で逃ゲてるッ!〜』（19:00 - 21:54）が『逃走中』の番組枠として放送された。レギュラーメンバーからは加藤、敦士、川村以外の14人が参加。
- 7月25日・26日、『FNS27時間テレビ めちゃ2ピンチってるッ! 1億2500万人の本気になれなきゃテレビじゃないじゃ〜ん!!』（18:30 - 翌21:54）が生放送された。今回も総合司会はOne hundred（ナインティナイン・中居正広）が務めた。オアシズの大久保佳代子が88kmマラソンに挑み、完走した。『FNSの日』は12回目の参加で、ベース番組としては3度目。また、めちゃイケの『FNSの日』の参加及びベースとなるのはこれが最後となった。
- 10月3日、「しれっと19周年なんで目指せ問題ゼロスペシャル!!」（18:30 - 20:54）を放送。

2016年
- 1月9日、「20周年の今年は、サルの年とさせて頂きますスペシャル!!」（18:30 - 20:54）を放送。抜き打ちテストの番外編として「私立オ・サール高校」を放送。
- 2月27日、「真冬に汗をかきまくれ 国民投票だよ全員集合 全力の生スペシャル!!」（19:00 - 23:10）を放送。「オカ柳徹子の部屋」と、4年ぶりとなる矢部オファーシリーズ、三中のレギュラー出演継続を賭けた生放送漫才での国民投票の3本を放送。放送時間は史上3位タイの4時間10分。国民投票の結果、この放送を以て三中がめちゃイケメンバーからクビ（卒業）となった。
- 3月29日、『ライオンのごきげんよう』に13年ぶりにメンバー全員で出演し、あと2日で最終回を迎える同番組と小堺を労った。
- 6月18日、1月に放送された私立オ・サール高等学校の修学旅行が放送された。
- 7月30日、14:00 - 16:00・全編ローカルセールス枠で山本圭壱がいた放送当時とメンバーを抜けた後の総集編「めちゃ2イジってるッ!-What A WAIT we are!-」が本編の前に放送された。
- 7月30日、「夏休み宿題スペシャル!!」（18:30 - 20:54）を放送。山本圭壱が2006年7月に番組を降板して以来10年ぶりのテレビ出演[14][注 7][注 8]。最後に、極楽とんぼによる全国「謝罪」コントライブを決行すると発表された。また、この放送を機にこれまでカットされていた山本の過去の出演シーンなどもモザイクなしで放送されるようになっている。
- 10月8日、「今夜がガチ20周年ありがたいね～今だ!バカやろうスペシャル!!」（18:30 - 20:54）を放送。中間テストが行われ、濱口の父親が一般人として初めて参加し、別室からではあるが、2004年の27時間テレビのテスト以来、12年ぶりに山本も受験した。

2017年
- 1月7日、「勝ち負けだけじゃねぇぞ新春大仰天スペシャル!!」（18:30 - 20:54）にて、SMAPを解散したばかりの中居が謎の鳥のキャラクターに扮してサプライズ登場した。新エンディングテーマを担当するゆずの2人も登場し「タッタ」を披露。中居やタッタダンスの振り付けをしたケント・モリも参加してダンスを披露した。
- 3月11日、放送700回記念。
- 4月8日、「天空の谷の崖のとなり菅田くんも武井咲姫も総勢50人ドッキリSP」（18:30 - 20:54）を放送。2年連続で「オールスター感謝祭」とバッティング。
- 8月5日、「変だな嫌だな怖いな〜真夏の超オモコワSP」（18:30 - 20:54）を放送。
- 10月14日、『岡村オファーシリーズ20周年記念』第15弾「ダンシングヒーローでゴイゴイスーペシャル!!」（18:30 - 20:54）を放送。この放送で、4度目のギャラクシー賞10月度月間賞を受賞[16]。このスペシャルの放送前に、関東ローカル枠で「2周回って知らないオファーの話」と題して歴史を振り返った。中居&ナイナイ同様、原口あきまさがMCを務めた。またこの回から片岡飛鳥の名義が総監督に戻る。
- 11月4日、番組の終盤、総監督から岡村へめちゃイケ放送終了が伝えられた[17]。
- 11月11日、めちゃイケ「シュウ活」プロジェクト（MSK）と題して岡村がメンバーの自宅や仕事前にアポなしで突撃し、番組終了を直接伝えるとともに「半年の期間でメンバーがやりたいことをしてゴールを迎えよう」と判断を下した。
- 11月25日、シュウ活プロジェクトの第1弾の『集活』として、約3年ぶりに「やべっち寿司FINAL」が復活した。
- 12月2日、「どぉ〜にも終わらない秀活と讐活スペシャル!!」（18:30 - 20:54[注 9]）を放送。シュウ活プロジェクト第2弾『秀活』として、最後となる「抜き打ちテストFINAL」と第3弾『讐活』として11年ぶりの復活となる「単位上等!爆走数取団 最後の数取りスペシャル」のWシュウ活の2本立てで放送された。
- 12月31日、「10周回って知らない? 中居&ナイナイ日本一周の話」（14:00 - 16:00・全編ローカルセールス枠[注 10]）と題して、伝説のウォータースライダーからライブ乱入まで22年分の名場面を一挙公開した。MCは、原口あきまさが担当した（本家『1周回って知らない話』の司会者である東野幸治のものまねで登場した）。

2018年
- 1月2日、番組初となる火曜日での新春スペシャル（18:30 - 22:00）、シュウ活プロジェクト第4弾『周活』として最後となる「中居ナイナイ日本一周の旅FINAL 72時間ホンネの旅」を放送。火曜日での放送のため通常時遅れネットのテレビ大分でも臨時同時ネット[注 11]。極楽とんぼの山本がレギュラーに復帰し、めちゃイケ人気キャラクターだった油谷さんに扮して登場した。
- 1月20日、シュウ活プロジェクト第5弾『収活』として「中居ナイナイ日本一周の旅FINAL 72時間ホンネの旅」の未公開を放送。
- 2月3日、シュウ活プロジェクト第6弾『衆活』として最後となる「シンクロナイズドテイスティングFINAL」を放送。矢部が初参戦した。この日の放送でめちゃイケの残りの放送時間は9時間を切り、よってこの回より画面右上隅に残りの総放送時間を示すタイムコードが表示されるようになった。
- 2月10日、シュウ活プロジェクト第7弾『州活』として「ヤベンジャーズ」(矢部&敦士 ニューヨーク二人旅)を放送。
- 2月17日、シュウ活プロジェクト第8弾『終活』として「爆裂お父さん」の最終話を放送。また、この日の放送で最終回の放送日が3月31日である事が発表され、この日の放送終了時点で残りの総放送時間は6時間55分となった。
- 3月3日、よゐこ提案のシュウ活プロジェクト第9弾『週活』としてめちゃイケの中で一番面白いコンビは誰かを決めるため、「めちゃ2イケてるッ! ネタNo.1決定戦」を放送。ナインティナイン、よゐこ、極楽とんぼ、オアシズ、ジャルジャル、たんぽぽが一週間で考えたネタで競った。お笑い対決企画はフジサンケイお笑いレディースクラシック以来9年ぶり。優勝はたんぽぽ。収録は宮城県の仙台市にある仙台市民会館にて行われており、東日本大震災で被災した東北への支援企画の最終回も兼ねていた。
- 3月17日、シュウ活プロジェクト第10弾『醜活』として、4年ぶりに「めちゃ日本女子プロレスFINAL」として復活する。対戦相手としてAKB48から「AKBフライングピーナッツ」を結成し、AKB48グループ総監督の横山由依とAKBの次世代ツートップの込山榛香と小田えりなが参戦、対する光浦の助っ人としておかずクラブのゆいPと鈴木奈々が初参戦した。翌週24日は『世界フィギュアスケート選手権2018』の放送に伴い休止するため、通常時間帯でのレギュラー放送もこの日をもって最後となった[18]。
- 『土チャレ』と『メディアミックスα』の番組枠で3月10日からの土曜（3月10日・17日・24日）14:35 - 15:30及び、最終回放送週から放送直前の26日から31日まで10回に分けて放送。岡村（MC）・油谷さん（山本）・チェチェナちゃん（くっきー）が『記録よりも記憶に残るベスト10』と題し、めちゃイケ歴代企画をランキングで紹介する。
- 3月31日、番組放送終了[19]。同日は「22年間の感謝をこめて最後はみんなで空高く舞い上がれスペシャル!!」（18:30 - 23:40）として番組史上最長の放送時間となる5時間10分（310分）の拡大版で放送された。最終回もシュウ活プロジェクト第11弾『祝活』として放送された。番組の最後は落とし穴に落ちたメンバーの後ろ姿をバックに以下のテロップを表示。

```
決して足元をすくわれないように、
しっかりと前を向いて歩き続けましょう。
```

そして、岡村の「来週もやってるかもよ‼」の発言に、ナレーターの「やってないんでご注意ください!!」の発言で締めくくった。こうして番組の21年半、「新しい波」から数えて26年の歴史に幕を下ろした。

### 番組終了後
番組終了後の収録
文春オンラインのインタビューで、片岡飛鳥が出演者、スタッフ全員に卒業アルバムと金メダルの授与式を行った事を明かした。
メンバー同士の共演の解禁
本番組のレギュラーメンバーは、他番組での共演がNGとされていたため（「ナインティナインのオールナイトニッポン」のゲスト出演、「はねるのトびら400回記念SP」などのコラボを除く）、放送中は番組以外で共演する機会がほとんどない状態だったが、番組終了に伴い解禁された。
- 2018年5月8日、加藤がMCを務める『この差って何ですか?』（TBSテレビ）に光浦が出演、翌15日放送分に雛形、翌々22日放送分に大久保が出演。
- 同年5月26日、岡村が常連客役を務める『おかべろ』（関西テレビ）にオアシズがコンビで出演した。
- 同年5月28日加藤がMCを務める『スッキリ』（日本テレビ）に南明奈と結婚した濱口が報告でのゲスト出演。
- 2019年3月10日の『行列のできる法律相談所』（日本テレビ）にて加藤、中居、武田が共演した。
- 同年11月15日の『中居正広の金曜日のスマイルたちへ』（TBSテレビ）では、岡村と中居が共演し、2人が過去に絶交していた期間があったことを岡村が告白[23]。また、この期間中に収録された本番組の日本一周企画の映像も流れ、一部本番組のテロップもTBS側で再現された。
- 同年12月19日の『ぐるぐるナインティナイン』(日本テレビ)のSPで岡村・加藤・矢部の3人がおよそ1年半ぶりとなる共演を果たした。
- 2023年3月11日には加藤がMCを務める『人生最高レストラン』（TBSテレビ）に雛形が出演。
- 2024年8月30日には岡村がMCを務める『チコちゃんに叱られる!』（NHK）に極楽とんぼの加藤がゲストで出演した。

収録の裏側の告白
- 2022年7月5日放送の『笑いの正体』（NHK）で大久保佳代子がゲストとして、中居正広がMCとして出演[24]。大久保は撮影当時、スタッフやキャストはじめ「男性中心」の現場だった中で「隙間の役割」を意識していたことを明かし、「読むだけで面白いものが出来上がっている」台本の中でいかにアドリブを挟むかにこだわっていたと証言した[24]。また中居も、自身が参加した「日本一周」企画は全て台本であったこと、リアクションや間の取り方に至るまで細かな指示を出され何度も撮り直していたことを明かしている[24]。
  - この発言には大きな反響があり、中居は7月16日放送の「中居正広 ON&ON AIR」で、当時バラエティの経験が浅かった中居のために「特例」で番組スタッフに細かく教えてもらい、打ち合わせを重ねるうちにメモを元に台本のようなものが出来上がっていたといい、また「面白くない」との発言については自分が本番前に何度も練習を重ねていたことについてだったと意図を明かし、「めちゃイケ全部が台本通りみたいな誤解が生じてしまった」、「レギュラーでもない僕が話したことによって変なレッテルを張られてしまうのは申し訳ない」と反省の弁を述べた[25]。

コーナーの復活・リメイク
本番組のコーナーがのちにリメイクされ、事実上の復活を果たすケースがある。
- 2021年には「お笑いバトルロワイアル」をリメイクした「霜降り明星の笑野行動」が放送された。
- 2022年に開始された『呼び出し先生タナカ』（フジテレビ）では、本番組の企画「抜き打ちテスト」に類似した内容が騒動となった（呼び出し先生タナカ#他番組との類似性に関する問題を参照）。
- 2021年以降、『ラヴィット!』にて、本番組の企画「シンクロナイズドテイスティング[26]。」「七人のしりとり侍[27]」などがリメイクされている。
- 2023年から開始された『週刊ナイナイミュージック』では、「やべっち寿司」をリメイクした「やべっちかき氷」が放送され、[28][29]、2025年1月8日・15日放送の同番組にて、「やべっち寿司」として7年ぶりに完全復活を果たした[30]。

「めちゃイケのようなもの」の制作
2022年、総監督の片岡飛鳥がフジテレビを退社。それと同時に片岡と岡村による「めちゃイケのようなもの」の制作が開始された。
- 2024年10月11日『ナインティナインのオールナイトニッポン』にて岡村より2023年10月10日に当該作品のクランクイン及び、骨折事故の発生を明かした[31]。
- 2025年2月2日『LAPOSTA（ラポスタ）2025 Supported by docomo』に岡村が乱入し、オファーシリーズに類似した撮影を行った[32]。また、片岡飛鳥の演出による制作期間足かけ3年にも及ぶドキュメンタリーが配信予定であるのが発表された[33]。

## コーナー・企画
コーナーについては、めちゃ2イケてるッ!のコーナーを、企画についてはめちゃ2イケてるッ!の企画を参照。

## オープニング
この番組のオープニングは2種類存在するが、共通点はナレーターの一人である木村匡也がタイトルコールと「What A COOL we are!」を担当する所である。

### 1997年以前
1997年12月以前のテーマにはJUDY AND MARYの「LOVE ME DO」のイントロ部分が使われていた。
- 移転前のフジテレビ社屋の屋上で空撮されたもので、スペル表示で、「You see! Such a cool guys 100meters a head of us!」と左上に表示されていた。

- メンバーの一組ずつ名前が表記された後にみんなで左回りに体を向けてカメラにポーズを撮った後にタイトルロゴが入る演出だった。

- メンバー全員色違いのスカジャンを着用していた。

- 1997年10月4日放送「ガチコン言わしたるッ!スペシャル!!」以降、しばらくは企画のダイジェスト映像を流した後にタイトルロゴが出る部分（回によってはメンバーの名前が出る部分から）のみ流れる形式に（以下、ダイジェスト）に一旦変更される。

### 1998年～2000年
1998年1月以降のテーマには布袋寅泰の「BEAT EMOTION」のイントロ部分が使われていた。
- 当時開通前だった東京湾アクアラインで撮影されスーパーカーやバイクに乗ってメンバーが登場する。

- タイトルロゴが入りスーパーカーやバイクが東京湾アクアラインを走った後は以下の演出を撮っていた。

- 岡村がカメラの前に現れ、サブタイトルを言った後に手を振る（通常放送の場合）。ナイナイ欠席の際は、濱口が代役をしていた。
- 岡村がスーパーカーやバイクの後を追っかける（スペシャルの場合）。

- メンバー全員革のライダースを着用していた。

### 2000年以降
2000年4月以降はオープニング自体がスペシャル時のみの放送となりアクアライン版の2代目は事前番宣番組時に使用するだけとなった。また、どちらにおいても最後のタイトルロゴが出る部分のみの放送となった。
- 2006年7月に山本が降板した後も暫くはタイトルロゴの部分（ハイビジョン制作開始後は左右に空色のサイドパネル付き）のみ使われていた。2007年以降はハイビジョン制作開始もあって完全に使われなくなり、ダイジェストのみとなり、最後はその回のワンシーンなどを背景にタイトルロゴとスペシャルのサブタイトルを重ねる形となった。

なお、“What A COOL we are!”という一文については英文法上誤りとなるが、本番組のサブタイトルとして表記される場合、ほとんどの場合は“What A COOL”の後に稲妻マークあるいは笑顔マーク(番組の象徴的アイコン)が入り“we are!”と続く形となっている。

## 視聴率
1996年10月19日の初回放送で12.9%を記録して以来、視聴率はほぼ独走状態で安定して15%以上を記録し続けた。企画によっては20%以上を超えることもあった（ビデオリサーチ調べ、関東地区・世帯・リアルタイム。以下略）。番組の視聴層である若い世代の在宅率が低くなる事等が起因して、夏場（7-9月）は下がる傾向があったものの、年間通して安定した数字を得ていた。平均視聴率は1997年と1999年が17.2%、2004年は17.0%、2005年は17.2%、2006年は17.0%だった。
2004年10月9日放送の『オールスター夢の激突8周年大感謝祭スペシャル!!』では番組歴代最高の33.2%を記録した。これは、1977年9月26日以降に放送された番組の中では「芸能・バラエティ」部門の歴代9位に入っている。
しかし、2010年代に入ると東日本大震災による自粛ムードや裏番組「世界一受けたい授業（日本テレビ）」「ローカル路線バス乗り継ぎの旅（テレビ東京）」の台頭などにより徐々に視聴率が低下。末期にはスペシャル回でも4～6％を推移するようになった。
全728回の放送で、初回の1996年10月19日から2018年3月17日（3月31日の最終回を除く）までの通年平均視聴率は14.3%。20%超えは計38回、15%超えは計336回。

### 歴代高視聴率放送回
視聴率は断りの無い限り、ビデオリサーチ調べ、関東地区、世帯・リアルタイム。2時間（半）スペシャルは19:00を境とした2部制での放送の場合、19:00からの第2部のみ記載。平均視聴率20%以上の高視聴率を記録した、歴代高視聴率企画は下記の通りである。
| #  | 放送日         | 視聴率 | サブタイトル・内容 |
| -- | -------------- | ------ | --- |
| 1  | 2004年10月9日  | 33.2%  | 「オールスター夢の激突8周年大感謝祭スペシャル!!」 ※ビデオリサーチ「芸能・バラエティ」部門の史上高視聴率番組・第9位に記録。 国立め茶の水女子大学附属高等学校・中間テスト、数取団に楽曲提供者本家本元氣志團が登場した。                   |
| 2  | 2003年12月27日 | 25.1%  | 「楽しくなければ年の瀬じゃない!スペシャル」 数取する秀吉こと草彅剛兄貴、期末テストを行い決める年末ジャンボバカ（石田純一、デヴィ夫人ほか） 実際の放送は18:30 - だったが、番組冒頭で映像が映らなくなったり乱れたりする放送事故があった。 |
| 3  | 1999年2月27日  | 24.2%  | 「14年越しの夢実現!新田恵利の家に行こう」 おニャン子クラブの大ファンだった岡村と濱口が、おニャン子メンバーだった新田の家を訪問。他にも同じおニャン子メンバーである城之内早苗や我妻佳代も出演した。通常放送での最高視聴率。              |
| 4  | 2005年4月30日  | 23.4%  | 「有野晋哉結婚企画・後編」 岡村司会の披露宴でメンバードッキリ&濱口ドッキリ・どぜう・コズモ難波（松竹芸能東京支社長・難波規晴） |
| 5  | 2006年10月7日  | 23.1%  | 「ピンチこそチャンスだ目標20周年スペシャル」 WBC（ワールドバカクラシック）/やべっち寿司相席SP |
| 6  | 1999年1月30日  | 23.0%  | ボケ肉番付お笑いストラックアウト |
| 7  | 2012年1月7日   | 22.3%  | もうデブザイルなんて言わないでスペシャル!! |
| 7  | 2003年4月5日   | 22.3%  | 「キダムじゃなくて期末が来ました 岡女。も来てるね〜!スペシャル!!」 |
| 9  | 2014年3月1日   | 22.1%  | 「めちゃ×2感謝してるッ!お笑いBIG3も参戦の4時間超SP」 |
| 10 | 1999年4月10日  | 22.0%  | 「少年愚連隊シリーズ 最終夜 『'99巣立ち』 目を覚ませスペシャル!!」 |
| 11 | 2001年2月24日  | 21.9%  | 「めちゃイケ!お笑いバトル・ロワイアル」、大事典CM (4)（アコムのパロディー（小野真弓）） |
| 12 | 1999年9月18日  | 21.8%  | 「加藤&大久保 （完結編）」 |
| 12 | 2000年2月26日  | 21.8%  | 「格闘女神MECHA (2)（めちゃ日本女子プロレス）」 極楽同盟 vs 豊田真奈美&堀田祐美子 |
| 14 | 2000年7月15日  | 21.6%  | 夏休み直前企画めちゃイケ期末テスト |
| 15 | 2005年4月23日  | 21.5%  | 有野晋哉結婚企画・前編（岡村が有野の彼女と有野の家族を探る。岡村と有野が親しい芸人に結婚の挨拶をしてまわる） |
| 16 | 1997年3月1日   | 21.1%  | 「めちゃイケ子ども王は誰だ!?、ストーカー・危険な女 (2)」 |
| 16 | 2000年3月4日   | 21.1%  | 「Whiteberryスペシャル 凍死覚悟の北海道で美少女バンドを追え!!」 当時エンディングテーマを歌っていた女子バンド、Whiteberryを追っかけに彼女らの故郷・北海道北見市まで追跡。                                                                |
| 16 | 2008年4月5日   | 21.1%  | 「2億4千万の瞳そして青い珊瑚礁スペシャル!!」 めちゃ2イケメンパラダイス学園/やべっち寿司・松田聖子来店 |
| 19 | 1997年9月13日  | 21.0%  | 「めちゃイケファン感謝デー 矢部浩之のデート王、ポパイ&オリーブ (2)」 |
| 20 | 1998年11月7日  | 20.9%  | 「MNN報道特集超緊急赤字解消企画」(1) |
| 20 | 1999年4月17日  | 20.9%  | 「加藤浩次 涙の借金返済ツアー!」、シャンプー刑事 (11) |
| 20 | 2005年4月9日   | 20.9%  | 「ど真ん中見せてやるヨ笑いの王道スペシャル」 めちゃ女子大学附属高等学校・春の期末テストウルトラバカ 数取団に和田アキ子とホリプロ軍団（後編は2005年5月28日放送）                                                                         |
| 20 | 2013年4月20日  | 20.9%  | 「矢部が急に結婚しちゃったので今週も2時間半スペシャル!!」 め茶の水女子大学附属第48高校期末テスト |
| 24 | 1997年2月22日  | 20.8%  | 「カルチャータイム (1)、日本新記録 (6)、爆裂お父さん (3)（山口リエ）、出張江頭の一言物申す（榊原&井森）」（番組放送開始以来、初めて20%を超えた回）                                                                                      |
| 24 | 1997年12月13日 | 20.8%  | 「フジTV警察24時!!逮捕の瞬間100連発」 |
| 24 | 1999年2月20日  | 20.8%  | 「光浦家の三姉妹 (2)、よゐこVSナイナイ (4)、ザ・ヤマモトテン（風見しんご）」 |
| 24 | 2013年4月6日   | 20.8%  | 「緊急生放送!矢部浩之♥青木裕子 結婚披露宴緊急生中継!!」 |
| 28 | 2001年3月3日   | 20.6%  | 「格闘女神MECHA (4) 極楽同盟 vs 井上京子&井上貴子、大事典CM (5)」 |
| 28 | 2001年11月24日 | 20.6%  | 「モー娘。の修学旅行に超感動の秘密ドラマ〜夏先生SP〜」 岡村が「岡女。」修学旅行企画内で行ったコンサート乱入で踊ったダンスを、吉本印天然素材時代の恩師でもある夏まゆみにダンスを教えてもらう。                                           |
| 30 | 1997年5月10日  | 20.4%  | 「カウンタックのめちゃイケ運輸、ザ・カルチャータイム(2)」 |
| 30 | 2002年10月12日 | 20.4%  | 「超豪華な秋のブンブンブブブンスペシャル!」めちゃイケ中間テスト、爆裂お父さんSP (23)（氷川きよし）、爆走数取団SP (7)（木梨憲武）、クイズ$マジオネアSP（15、宮迫博之）                                                                   |
| 30 | 2007年1月6日   | 20.4%  | 「ゆく悪い年くる良い年幸福の紅白スペシャル」 日本一周健康の旅 |
| 33 | 1999年2月6日   | 20.3%  | 「矢部浩之の持ってけ100万円 （大阪編前半）、コント・モリグチくん」 |
| 33 | 2006年5月20日  | 20.3%  | 「山奥〜豚の乱〜 (14-15)、どぜうモン人生相談室、シンクロナイズドテイスティング(15)、同期さんいらっしゃい」」 |
| 35 | 1998年2月21日  | 20.1%  | 「第1回イケてる顔パス選手権!」、日本新記録 (13) |

## スペシャル
春の改編期（3月下旬または4月上旬）・秋の改編期（9月下旬または10月上旬）・年末年始（12月下旬または1月上旬）の時期を中心にスペシャルを放送（視聴率は全てビデオリサーチ調べ、関東地区・世帯・リアルタイム）。
スペシャル放送日当日の昼の時間帯に復習スペシャルとして前回の同企画のダイジェスト版が放送されることもあった。
| 放送年月日     | 放送時間 | 放送時間 | 放送タイトル                                                                                     | 放送内容（コーナー・企画） | 視聴率                                 |
| 放送年月日     | 開始     | 終了     | 放送タイトル                                                                                     | 放送内容（コーナー・企画） | 視聴率                                 |
| -------------- | -------- | -------- | ------------------------------------------------------------------------------------------------ | --- | -------------------------------------- |
| 1996年12月28日 | 18:30    | 20:54    | ケチョンケチョンにしてやる スペシャル!!                                                          | 恋愛初心者岡村さんのマジ告白ドキュメント THE STAMP SHOW!! (ゲスト:シャ乱Q) 岡田一少年の事件簿スペシャル 「血の池伝説殺人事件」 ICDTV 爆烈お父さん年の瀬スペシャル (ゲスト:千秋)               | 18.2％                                 |
| 1997年03月29日 | 19:00    | 20:54    | キャーン言わしたる スペシャル!!                                                                  | 中居&ナイナイの日本一周フルコースの旅 爆裂お父さん (ゲスト:篠原ともえ) ストーカー・危険な女                                                                                                   | 18.5％                                 |
| 1997年04月19日 | 19:00    | 20:54    | 敵は巨人だ!全員集合 スペシャル!!                                                                 | NG&傑作集 ものまね兆次 江頭の一言物申す (ゲスト:和田アキ子) THE STAMP SHOW!! (ゲスト:太田プロ軍団)                                                                                            | 16.3%                                  |
| 1997年10月04日 | 19:00    | 20:54    | ガチコン言わしたるッ! スペシャル!!                                                               | 岡村隆史のオファーが来ました!! 〜ジャニーズjr入団SP〜 | 18.4％                                 |
| 1997年10月11日 | 19:00    | 20:54    | 一周年だよ!全員集合 スペシャル!!                                                                 | NG集&未公開VTR こども電話相談室 ものまね兆次 爆烈お父さん秋深しスペシャル (ゲスト:加藤茶) こにしプロデューサー（ゲスト:ダイアナ・キング）                                                     | 18.1％                                 |
| 1997年12月27日 | 18:30    | 20:54    | グイグイ来ております スペシャル!!                                                                | 河野少年愚連隊 (片想いの彼に告白!!の巻) | 15.5%                                  |
| 1998年04月04日 | 18:30    | 20:54    | ツイてるねノッてるね 状態みたいなスペシャル!!                                                    | 中居&ナイナイの日本一周お見合いの旅 フリフリNo.6 (ゲスト:明石家さんま) | 18.8％                                 |
| 1998年10月10日 | 19:00    | 20:54    | 二周年だよ!全員集合 鶴瓶も悩む秋スペシャル!!                                                     | - | 16.3%                                  |
| 1998年12月26日 | 18:30    | 20:54    | 絶対満点で年を越すぞ! いつか最高の自分にスペシャル!!                                             | 岡村隆史のオファーが来ました!! 〜新春かくし芸大会SP〜 | 16.5%                                  |
| 1999年04月10日 | 18:30    | 20:54    | 目を覚ませスペシャル!!                                                                           | ヨモギダ少年愚連隊3 最終夜 「'99 巣立ち」 | 22.0％                                 |
| 1999年10月09日 | 18:30    | 20:54    | シャカリキに頑張るゾ 動物王国スペシャル!!                                                        | 岡村隆史のオファーが来ました!! 〜ムツゴロウ王国SP〜 | 18.5%                                  |
| 1999年12月25日 | 18:30    | 20:54    | YOUがCANできるなら DOしちゃいなッスペシャル!!                                                    | 中居&ナイナイの日本一周ええ仕事の旅 | 18.0%                                  |
| 2000年04月08日 | 18:30    | 20:54    | 初生放送だよ全員集合! 4月馬鹿スペシャル!!                                                        | 濱口だまし第4弾 (濱口が初生放送に合コンで遅刻中!?) 爆烈お父さん生放送SP (ゲスト:藤井隆) 桜満開NG集 生クイズ濱口優 (ゲスト:和田アキ子) 江頭の一言物申す (ゲスト:畑正憲)                        | 14.4%                                  |
| 2000年10月14日 | 18:30    | 20:54    | 今年で30しっとるケ!? ガオーッスペシャル!!                                                        | 岡村隆史のオファーが来ました!! 〜ライオンキングSP〜 | 18.3％                                 |
| 2000年12月30日 | 18:30    | 20:54    | さよなら大好きな人 涙の完結編スペシャル!!                                                        | pM8 〜PROJECT MECHAIKE 8YEARS〜（4） | 13.5%                                  |
| 2001年04月07日 | 18:30    | 20:54    | ボカスカジャンスペシャル!!                                                                       | 台湾少年愚連隊 (大事典あたらめ大事件の巻) オリ町隆史&ミツ嶋奈々子 | 13.8％                                 |
| 2001年07月14日 | 19:00    | 20:54    | せめてスイスで やりたかったスペシャル!!                                                          | 台湾少年愚連隊2 (お笑い決戦に命をかけて!!の巻) | 17.6％                                 |
| 2001年10月13日 | 18:30    | 20:54    | 修学旅行で超×4＋1 いい感じスペシャル!!                                                           | 岡村隆史のオファーが来ました!! 〜岡女。修学旅行SP〜 | 18.6％                                 |
| 2001年12月29日 | 18:30    | 20:54    | 世界平和のために戦え ダーッ!スペシャル!!                                                         | フジテレビ警察'01密着24時!! 逮捕の瞬間100連発 めちゃ日本女子プロレス 格闘女神MECHA | 10.9％(第1部) 13.3％(第2部)            |
| 2002年04月06日 | 18:30    | 20:54    | 絶対に泣かねえと 思ってたのになあスペシャル!!                                                    | 結婚と出産のあいだ 〜父となる200日の記録〜 最終章「狂犬の宝」 | 13.6％(第1部) 19.0％(第2部)            |
| 2002年07月13日 | 19:00    | 20:54    | 相手に勝つには気持ちやもん!! バンテリンあるよスペシャル!!                                        | FM三軒茶屋W杯SPメインキャスターに挑戦!!（前編） | 10.8％                                 |
| 2002年10月12日 | 18:30    | 20:54    | 超豪華な秋の ブンブンブブブンスペシャル!!                                                        | めちゃイケ中間テスト 爆裂お父さん 単位上等!!爆走数取団 (木梨憲武兄貴) クイズ$マジオネア妻子持ちスペシャル（宮迫博之）                                                                         | 20.4％                                 |
| 2002年12月28日 | 18:30    | 21:24    | 史上最強の3時間に 今出てるがなスペシャル!!                                                       | 中居&ナイナイの日本一周うまい酒の旅 単位上等!!爆走数取団 (中居正広兄貴) | 19.3％                                 |
| 2003年04月05日 | 18:30    | 20:54    | キダムじゃなくて期末 岡女。も来てるね〜!スペシャル                                               | 岡女。期末テスト 単位上等!!爆走数取団 (藤井隆兄貴) クイズ＄マジオネア家族応援スペシャル (和田アキ子)                                                                                          | 16.7％(第1部) 22.3％(第2部)            |
| 2003年10月04日 | 18:30    | 20:54    | 男は勲章女は金メダル 人生って素晴らしいスペシャル!!                                              | 岡女。体育祭 単位上等!!爆走数取団 (ネプチューン＆嶋大輔兄貴) | 17.9％(第1部) 19.4％(第2部)            |
| 2003年12月27日 | 18:30    | 20:54    | 楽しくなければテレビじゃない 大年末スペシャル!!                                                  | めちゃイケ期末テスト 単位上等!!爆走数取団スペシャル (草なぎ剛) 恋の大かま騒ぎ ※冒頭の数分間映像が乱れる放送事故が起こった                                                                     | 25.1％                                 |
| 2004年04月10日 | 18:30    | 20:54    | 春はあけぼのスペシャル!!                                                                         | ヨモギダ少年愚連隊4 最終夜「'04 猛然」 | 11.0％(第1部) 13.6％(第2部)            |
| 2004年10月09日 | 18:30    | 20:54    | オールスター夢の激突 8周年大感謝祭スペシャル!!                                                   | 国立め茶の水女子大学付属高等学校 抜き打ち中間テスト 単位上等!!爆走数取団スペシャル (氣志団兄貴)                                                                                               | 23.5％(第1部) 33.2％(第2部)            |
| 2004年12月25日 | 18:30    | 20:54    | お笑いウルトラクリスマス 底抜け脱線スペシャル!!                                                  | 中居&ナイナイの日本一周打ち上げの旅 単位上等!!爆走数取団 (関ジャニ＆マー坊兄貴) | 12.8％(第1部) 16.1％(第2部)            |
| 2005年04月09日 | 18:30    | 20:54    | ド真ん中見せてやるヨ 笑いの大王道スペシャル!!                                                    | 国立め茶の水女子大学付属高等学校 抜き打ち期末テスト 単位上等!!爆走数取団スペシャル (和田アキ子兄貴)                                                                                           | 14.6％(第1部) 20.9％(第2部)            |
| 2005年09月10日 | 19:57    | 21:24    | お笑い8区も大混戦 9時またぎスペシャル!!                                                          | 中嶋Pの9時またぎスペシャル高視聴率作戦 やべっち寿司 単位上等!!爆走数取団 (橋下徹兄貴) STAMP8 (ゲスト:アンガールズ) 恋のかま騒ぎ                                                               | 19.7％                                 |
| 2005年10月08日 | 18:30    | 20:54    | 第10回記念大会なんで 狙えV10スペシャル!!                                                         | 岡村隆史のオファーが来ました!! 〜ゴルフSP〜 | 13.0％(第1部) 18.5％(第2部)            |
| 2006年01月07日 | 18:30    | 20:54    | 今年も番組は心で作れ お年玉なしスペシャル!!                                                      | やべっち寿司 シンクロナイズドテイスティング団体戦 単位上等!!爆走数取団 (大木こだまひびき兄貴) 恋の初かま騒ぎ                                                                                  | 14.1％(第1部) 17.5％(第2部)            |
| 2006年04月08日 | 18:30    | 20:54    | お笑いバブル涙の崩壊 春の大決算スペシャル!!                                                      | 濱口だまし第8弾 (株価大暴落！どせうもんショック大作戦) シンクロナイズドテイスティング春の団体戦 山奥〜豚の乱〜                                                                                | 15.1%(第1部) 17.6%(第2部)              |
| 2006年10月07日 | 18:30    | 20:54    | ピンチこそチャンスだ 目標20周年スペシャル!!                                                      | 10周年スペシャル企画 めちゃイケ中間テスト やべっち寿司 10周年ご相席SP | 12.9％(第1部) 23.1％(第2部)            |
| 2007年01月06日 | 18:30    | 20:54    | ゆく悪い年くる良い年 幸福の紅白スペシャル!!                                                      | 中居&ナイナイの日本一周健康になれる旅 只今参上!!色とり忍者 (中居正広) やべっち寿司スペシャル                                                                                                  | 16.9％(第1部) 20.4％(第2部)            |
| 2007年04月14日 | 18:30    | 20:54    | スターどっきり大集合 待たせたねスペシャル!!                                                      | 紗理奈だまし 紗理奈VSほしのあき 只今参上!!色とり忍者 (TOKIO) シンクロナイズドテイスティング春の団体戦                                                                                         | 13.8％(第1部) 17.9％(第2部)            |
| 2007年10月06日 | 18:30    | 20:54    | いい意味でヤバイっす オカザイルスペシャル!!                                                      | 岡村隆史のオファーが来ました!! 〜オカザイルSP〜 | 12.1％(第1部) 18.0％(第2部)            |
| 2007年11月10日 | 19:57    | 21:09    | 秋の未公開スペシャル!! オカザイルトレイン完成への道                                              | 岡村隆史のオファーが来ました!! オカザイル未公開VTR | 17.0％                                 |
| 2008年01月05日 | 18:30    | 20:54    | 超豪華でもったいない お年玉大放出スペシャル!!                                                    | 新春かくしていた芸大会2008 ビッグなお年玉CM やべっち寿司 新春VIP限定営業 シンクロナイズドテイスティング新春団体戦SP 只今参上!!色とり忍者 (ゲスト:ロンドンブーツ1号2号) 恋の大かま騒ぎ・前半戦 | 15.7％(第1部) 19.7％(第2部)            |
| 2008年04月05日 | 18:30    | 20:54    | 2億4千万の瞳そして 青い珊瑚礁スペシャル!!                                                        | 私立めちゃ×2パラダイス学園 期末テスト やべっち寿司 (ゲスト:松田聖子) | 16.0％(第1部) 21.1％(第2部)            |
| 2008年10月04日 | 18:30    | 20:54    | 心のエースをねらえ! 絶対無二のスペシャル!!                                                       | 岡村隆史のオファーが来ました!! 〜テニスSP〜 | 12.3％(第1部) 16.9％(第2部)            |
| 2009年01月03日 | 18:30    | 20:54    | 不景気をぶっ飛ばせ! お年玉開運スペシャル!!                                                       | 目茶ノ宮神社の一番福 やべっち寿司 笑門来福SP シンクロナイズドテイスティング新春団体戦SP 人生がスベる1分間の寒イイ話 新春SP 只今参上!!色とり忍者スペシャル (ゲスト:嵐)                         | 16.4％(第1部) 16.3％(第2部)            |
| 2009年04月11日 | 18:30    | 20:54    | 笑って笑って景気回復 DGやねんスペシャル!!                                                        | 中居&ナイナイの日本一周景気回復の旅 やべっち寿司 トム・クルーズ来店SP | 11.6％(第1部) 16.6％(第2部)            |
| 2010年01月09日 | 18:30    | 20:54    | テレビの力は超無限大! お年玉自腹スペシャル!!                                                     | お笑い芸人紅白歌へた合戦スペシャル ゆく江頭くる江頭 (AKB48に108言除夜申す!!) 赤恥芸能人SP 今さら聞けない大人の常識 悩んだらブタに聞けば?幸子の寝室 (ゲスト:倖田来未 小林幸子)                 | 13.2％(第1部) 19.6％(第2部)            |
| 2010年04月10日 | 18:30    | 20:54    | イツザイだらけの春祭 当て逃げのスペシャル!!                                                      | 濱口だまし第9弾 (弟は天才占い師!?) オールスターエガ謝祭 (柴咲コウに一言物申す!!) 悩んだらブタに聞けば?幸子の寝室 (ゲスト:上野樹里 玉木宏) 恋の赤かま騒ぎ・前半戦                              | 11.1％(第1部) 11.8％(第2部)            |
| 2010年06月12日 | 19:57    | 22:24    | 芸人歌へた王座決定戦 超豪華拡大スペシャル!!                                                      | 第5回お笑い芸人歌がへたな王座決定戦スペシャル 集中寺 (ゲスト:郷ひろみ) | 12.9％                                 |
| 2010年07月31日 | 19:00    | 20:54    | 夏の超豪華スペシャル!!                                                                           | めちゃイケ抜き打ち学力テスト 10年間の爆笑解答ランキング | 12.8％                                 |
| 2010年10月09日 | 18:30    | 20:54    | 15年目突入の ピンチをチャンスにスペシャル!!                                                      | めちゃイケ新メンバーオーディション | 10.9％(第1部) 14.3％(第2部)            |
| 2010年10月30日 | 19:57    | 21:24    | 今夜ついに新メンバー決定! 生放送スペシャル!!                                                     | めちゃイケ新メンバーオーディション 完結編 | 18.8％                                 |
| 2011年01月08日 | 18:30    | 20:54    | 日本の夢かなっちゃう! お年玉増量スペシャル!!                                                     | 新春オールスター紅白歌へた合戦スペシャル やべっち寿司 | 13.3％(第1部) 18.8％(第2部)            |
| 2011年02月12日 | 19:00    | 20:54    | めちゃ2衝撃映像社 超イケてるコラボスペシャル!!                                                   | はじめてのおつかれ 三ちゃんの大冒険スペシャル | 11.1％(第1部) 12.8％(第2部)            |
| 2011年02月26日 | 19:00    | 20:54    | ナインティナイン20周年 ありがとうって伝えたくて 20のやりたいことスペシャル!!                     | ナイナイ20周年記念 20のやりたいことSP | 15.8％                                 |
| 2011年04月09日 | 18:30    | 20:54    | バカって言ったらバカって言う 元気が出るスペシャル!!                                              | 国立め茶の水女子大学付属高等学校 抜き打ち期末テスト 近くへ行きたい | 13.3％(第1部) 17.8％(第2部)            |
| 2011年06月04日 | 19:00    | 20:54    | 歌へた王座決定戦スペシャル!!                                                                     | オールスター歌がへたな王座決定戦スペシャル やべっち寿司 | 13.7％                                 |
| 2011年08月20日 | 19:00    | 20:54    | 24時間対抗テレビスペシャル!!                                                                     | 24時間対抗テレビV 〜超能力はお台場を救う〜 一番早く寝た人が勝ち!大会 吉川景子アナのめちゃリゾートハワイアンズリポート!! 15周年までにミズニナガサナイト!                                       | 10.5％                                 |
| 2011年10月08日 | 18:30    | 23:10    | 15周年だから4時間半 にしなきゃスペシャル!!                                                       | めちゃイケ15周年記念 抜き打ち中間テスト 近くへ行きたい 芦田愛菜VS江頭2:50&たむらけんじ&エスパー伊東                                                                                           | 11.8％(第1部) 16.3％(第2部)            |
| 2011年11月26日 | 19:00    | 20:54    | 今夜でさようなら中嶋P 緊急送別会スペシャル!!                                                     | 近くへ行きたい オカツネ会長 やべっち寿司 | 13.7％                                 |
| 2011年12月10日 | 19:00    | 20:54    | めちゃイケ15周年 後悔人間ヘムスペシャル!!                                                        | 後悔人間ヘム 〜めちゃイケ15周年 後悔人間ベスト10〜 | 14.3％                                 |
| 2012年01月07日 | 18:30    | 20:54    | もうデブザイルなんて 言わないでスペシャル!!                                                      | 岡村ダイエットでオカザイル復活SP | 15.3％(第1部) 22.3％(第2部)            |
| 2012年02月18日 | 19:00    | 20:54    | 超痛快!!リトルダディ 2時間スペシャル!!                                                           | 超痛快!!リトルダディ2012冬 矢部浩之デブエット生活（後編） めちゃイケ好きになってCM | 14.1％                                 |
| 2012年03月10日 | 19:00    | 20:54    | 東北とつながってるね! 生放送でプレゼントスペシャル!!                                             | 東日本大震災1周年祈念復興支援企画 (テーマソングはゆずの『虹』) | 8.4％                                  |
| 2012年03月31日 | 18:30    | 21:24    | 男も女もホラ警戒セヨ 春の3時間スペシャル!!                                                       | めちゃバップハイスクール 抜き打ち期末テスト 土曜スペシャル 岡村探検隊シリーズin韓国 〜少女時代SP〜                                                                                            | 10.8％(第1部) 14.8％(第2部)            |
| 2012年07月07日 | 19:00    | 20:54    | 祝!?岡村隆史生誕42年 豪華2時間スペシャル!!                                                       | みんなでデブエット 〜ガリタ食堂全面プロデュース〜 ダメトーーク! | 14.9％                                 |
| 2012年10月06日 | 18:30    | 20:54    | 16周年だョ!全員集合 初心に戻れスペシャル!!                                                       | MECHAIKE 16TH ANNIVERSARY PARTY 爆烈お父さん ザ・初心スペシャル!! 岡村よ初心を取り戻せ ホールインワンに挑戦!!                                                                                 | 9.8％(第1部) 13.1％(第2部)             |
| 2012年12月01日 | 19:00    | 20:54    | 冬も食べ過ぎ働き過ぎ 涙の2時間スペシャル!!                                                       | 今年中に食べたい店BEST3 みんなでデブエット 矢部浩之のオファーしちゃいました!!第13弾 | 15.8％                                 |
| 2013年01月05日 | 18:30    | 20:54    | 厄よけ開運初笑い なんて日だスペシャル!!                                                          | 中居&ナイナイの日本一周ガリタ食堂の旅 帰れまSTEP対抗戦 | 13.5%(第1部) 15.5％(第2部)             |
| 2013年02月16日 | 19:00    | 20:54    | ドキッ!裏番組が2時間だらけで もう大変スペシャル!!                                                | 矢部vs瑛太 デブエット対決 シンクロナイズドテイスティング団体戦 緊急やべっち寿司 | 15.7％                                 |
| 2013年03月09日 | 19:00    | 20:54    | ヨモギダ愚連隊 三味線屋の隆史スペシャル!!                                                        | ヨモギダ少年愚連隊FINAL'13卒業 | 9.2％                                  |
| 2013年04月06日 | 18:30    | 20:54    | めちゃ2祝ってるッ! 矢部浩之♥裕子 結婚披露宴緊急生放送スペシャル!!                                | 矢部浩之・青木裕子 結婚披露宴 | 16.8%(第1部) 20.8％(第2部)             |
| 2013年04月20日 | 18:30    | 20:54    | 矢部が急に結婚しちゃったので 今週も2時間半スペシャル!!                                           | 国立め茶の水女子大学付属第48高等学校 抜き打ち期末テスト | 13.9%(第1部) 20.9％(第2部)             |
| 2013年06月29日 | 19:00    | 20:54    | ガリタ食堂に月9が参戦 夏に食べたいもんスペシャル!!                                               | おすすめの夏に食べたいベスト5 月9もデブエット スーパースター岡村感謝祭 めちゃイケNo.1決定戦SP めちゃギントン                                                                                  | 13.3％                                 |
| 2013年09月21日 | 19:00    | 20:54    | 目指せ笑いの人間国宝 イヨーッ!スペシャル!!                                                       | 岡村隆史のオファーが来ました!! 〜歌舞伎SP〜 | 14.1％                                 |
| 2013年10月12日 | 18:30    | 20:54    | もうオカザイルなんて やらねぇよ!?スペシャル!!                                                    | 岡村隆史のオファーが来ました!! 〜オカザイルSP〜 | 15.9％                                 |
| 2013年11月16日 | 19:00    | 20:54    | 街はすっかり冬だけど やるんだよ!スペシャル!!                                                     | 国立め茶の水女子第48高等学校 抜き打ち体育祭 | 15.0％                                 |
| 2014年01月04日 | 18:30    | 20:54    | 祝600回記念だっしー! パーフェクトイヤーだスペシャル!!                                            | 超痛快!!リトルダディ2014冬 やべっち寿司 めちゃギントン みんなでデブエット 〜ガリタ食堂全面プロデュース〜 シンクロナイズドテイスティング団体戦                                                 | 12.2％                                 |
| 2014年03月01日 | 19:00    | 23:10    | めちゃ2感謝してるッ! 開局55周年記念BIG3で4時間超えスペシャル!!                                   | フジテレビ開局55周年記念 抜き打ち期末テスト モリタ食堂 めちゃギントン たかっしー&ふなっしーが行く!! （仮）兎マサル（ミニコーナー）                                                            | 17.9％(第1部) 22.1％(第2部)            |
| 2014年04月12日 | 18:30    | 20:54    | 前しか向かねぇ!やるしかねぇ! この道を行けスペシャル!!                                            | 大島優子 ローカルバスで試練の卒業旅行 三ちゃんの足柄だより 〜拝啓 大阪のオカンへ〜 めちゃギントン （仮）兎マサル（ミニコーナー）                                                              | 11.1％                                 |
| 2014年07月05日 | 19:00    | 20:54    | 郷に入っては郷に従え!! 素っ裸島だスペシャル!!!                                                   | 1泊2日 超穴場リゾートの旅 三ちゃんの足柄だより 〜拝啓 大阪のオカンへ〜 めちゃギントン （仮）兎マサル（ミニコーナー）                                                                          | 9.2％                                  |
| 2014年10月04日 | 18:30    | 20:54    | 18周年はガチで勝負だ! ハゲザイルスペシャル!!                                                     | めちゃイケVSEXILE パーフェクトイヤー7番勝負 | 14.3％                                 |
| 2014年12月06日 | 19:00    | 20:54    | 衆議院より一足お先に 解散総選挙だスペシャル!!                                                    | AKBどっきり解散総選挙 | 12.5％                                 |
| 2015年01月10日 | 18:30    | 20:54    | 笑って泣いて祝25周年 今年も本気だスペシャル!!                                                    | ナイナイ&中居の日本一周祝25周年の旅 めちゃギントン2 | 11.3％(第1部) 16.8％(第2部)            |
| 2015年04月04日 | 19:57    | 23:10    | 俺たち本気でやるっきゃない! 3時間越えだスペシャル!!                                              | 私立めちゃ日本体育大学付属高等学校 抜き打ち期末テスト めちゃギントン2 情報ライブ オカネ屋 | 15.0％                                 |
| 2015年05月09日 | 19:00    | 20:54    | 本気でやるの?やらないの? やるーッ!スペシャル!!                                                   | 矢部浩之vs坂上忍 帰ってきた持ってけ100万円!! 情報ライブ オカネ屋 | 8.0％                                  |
| 2015年07月04日 | 19:00    | 20:54    | FNSちびっこホンキーダンス選手権27時間テレビ 全国大会へエビバデGOスペシャル                       | FNSちびっこホンキーダンス選手権 全国予選 | 6.3％                                  |
| 2015年07月18日 | 19:00    | 20:54    | あの頃の本気出します 45歳の青春スペシャル!!                                                      | ホンキーマンのキャスティングロケ | 10.5％                                 |
| 2015年10月03日 | 18:30    | 20:54    | しれっと19周年なんで 目指せ問題ゼロスペシャル!!                                                  | 毎度めちゃ2お騒がせ女学園高等部 抜き打ち中間テスト 2015 FNSドリームカバー歌謡祭 ほんとにあったフジ縛霊の怖い話 秋の夜長編 2015                                                                | 11.9％                                 |
| 2015年12月05日 | 19:00    | 20:54    | 努力は必ず報われるの? ゼイタク大賞2015スペシャル!!                                               | 何にもしない大人の贅沢旅IN鎌倉 ゼイタク大賞2015 | 7.5％                                  |
| 2016年01月09日 | 18:30    | 20:54    | 20周年の今年は サルの年とさせていただきますスペシャル!!                                          | 私立オ・サール高等学校 抜き打ちサルテスト 空き時間っす!! シンクロナイズドテイスティング団体戦 ほんとにあったフジ縛霊の怖い話 文句の多い被害者の会編                                           | 11.9％                                 |
| 2016年02月27日 | 19:00    | 23:10    | 真冬に汗をかきまくれ! 国民投票だよ全員集合全力の生スペシャル!!                                   | 三中元克めちゃイケ国民投票 矢部浩之のオファーしちゃいましたシリーズ第14弾 オカ柳徹子の部屋 | 6.9％(第1部) 9.8％(第2部)              |
| 2016年04月16日 | 18:30    | 20:54    | ましゃ旬クン鬼ちゃんもきっと笑ってしまう! 20周年感謝スペシャル!!                                 | 再会郵便局 空き時間っす!! | 6.7％(第1部) 7.8％(第2部)              |
| 2016年07月30日 | 18:30    | 20:54    | 夏休みの宿題スペシャル!!                                                                         | ゴクラク少年愚連隊 加藤君の元相方をどついたるねん!の巻 | 7.8％(第1部) 11.9％(第2部)             |
| 2016年10月08日 | 18:30    | 20:54    | 今夜がガチ20周年ありがたいね～ 今だ!バカやろうスペシャル!!                                       | めちゃイケ20周年記念抜き打ち中間テスト 20年間黙っていたコト感謝を込めてこれから発表します!!                                                                                                   | 8.9％(第1部) 11.9％(第2部)             |
| 2017年01月07日 | 18:30    | 20:54    | 勝ち負けだけじゃねぇぞ 新春大仰天スペシャル!!                                                    | みんなのめちゃ×2ニュース シンクロナイズドテイスティング団体戦 クイズ自分ショックSP ほんとにあったフジ縛霊の怖い話 初夢は催眠術で・・・編 日本一責任をとりたくない男                           | 10.5％                                 |
| 2017年04月08日 | 18:30    | 20:54    | めちゃ2ダマシてるッ! 天空の谷の崖の上のとなりの菅田くんも 武井咲姫もドキリがいっぱいスペシャル!! | 後ろからプロデューサーに声をかけられたら 鶴丸たけしドッキリ お風呂ドッキリ ナイナイ解散ドッキリ                                                                                               | 8.0％                                  |
| 2017年06月10日 | 19:00    | 20:54    | 芸能人遅刻総選挙スペシャル!!                                                                     | 時の記念日 第1回CKK芸能界遅刻総選挙 | 8.2％                                  |
| 2017年07月01日 | 19:00    | 20:54    | 夏直前! 梅雨を吹っ飛ばせスペシャル!!                                                             | THE NOT VOCAL MUSIC DAY 第二の江頭を探せ!! クイズ自分ショック |                                        |
| 2017年08月05日 | 18:30    | 20:54    | 変だな嫌だな怖いな～ 真夏の超オモコワスペシャル!!                                                | 全然怖くない人の本当にあった怖いはずの話 クイズ自分ショックSP チェチェナちゃんの水ビンタ祭り                                                                                                  | 4.5％                                  |
| 2017年10月14日 | 18:30    | 20:54    | ダンシングヒーローで ゴイゴイスーペシャル!!                                                      | 岡村隆史のオファーが来ました!! 20周年記念 〜三浦大知SP〜 | 10.1％                                 |
| 2017年12月02日 | 18:30    | 20:54    | どぉ〜にも終わらない 秀活と讐活スペシャル!!                                                      | 国立め茶の水女子高等学校 抜き打ち期末テスト 単位上等!!爆走数取団最後の復活スペシャル!! | 8.6％(第1部) 12.1％(第2部)             |
| 2018年01月02日 | 18:30    | 22:00    | 最後の一周!ラストの一周! FINALの一周スペシャル!!                                                 | 中居&ナイナイの日本一周72時間ホンネの旅 | 6.4％                                  |
| 2018年03月31日 | 18:30    | 23:40    | 22年間の感謝を込めて 最後はみんなで空高く 舞い上がれスペシャル!!                                 | シャンプー刑事 クイズ濱口優 めちゃ日本女子プロレス 七人のしりとり侍 突然熱湯コマーシャル Mの三兄弟 江頭2:50の一言物申す 祝活スピーチ                                                          | 7.5％(第1部) 9.0％(第2部) 10.2%(第3部) |

## 主題歌
めちゃイケでは主題歌はエンディングテーマとして使用される。歴代エンディングテーマ（主題歌）は下記の通り。日によってはエンディングテーマを流さず違う曲を流す事もある。スタッフが有名無名問わず気に入った曲を流す（きくち伸が推薦する曲が採用される事が多い）。初期はエンディングの手法が今と異なり、番組は完全に終了して曲のみを流し、その日のダイジェストをCG映像内の小さい映像で流しながらテロップを縦に流すという手法だった（土8の先輩である『オレたちひょうきん族』と『ウッチャンナンチャンのやるならやらねば!』でもほぼ同様の手法が使用されており、そのオマージュとも取れる）。1998年9月以降は普通に番組を継続し、BGM風に流しテロップも下部分に横に流すという一般的なバラエティと同様になった（だが1998年8月以前でも一部の回ではこの手法であった）。
テーマ曲によっては『めちゃイケ』の放送日時である「土曜（日）の夜」というフレーズが入っている。
| 歌手名/ユニット名           | 曲名                       | 使用期間                                                                                   | 備考 |
| --------------------------- | -------------------------- | ------------------------------------------------------------------------------------------ | --- |
| JUDY AND MARY               | BLUE TEARS                 | 放送開始 - 1997年3月29日 2006年11月18日 2012年10月6日 2016年10月8日 2018年1月2日 - 3月17日 | 番組初代のエンディングテーマ また、2018年3月の番組終了に合わせて番組末期のエンディングテーマとして再起用。 2018年3月31日の最終回スペシャルのオープニングでも使用された。 |
| JUDY AND MARY               | Hello! Orange Sunshine     | 1997年4月19日 - 10月4日                                                                    | シングル「めちゃイケDISC 1 CD」に収録 |
| スーパー!?テンションズ      | ANNIVERSARY                | 1997年10月11日 - 12月                                                                      | シャ乱Qのまことら3人組ユニット |
| 横浜銀蠅                    | RUNNING DOG                | 1998年1月10日 - 3月                                                                        | |
| ヒックスヴィル              | こんな晴れた日には         | 1998年4月 - 9月                                                                            | |
| ヒックスヴィル              | バイバイ・ブルース         | 1998年10月 - 1999年3月                                                                     | 2017年11月11日のシュウ活プロジェクト第0弾内でBGMとして再使用された。 |
| プロペラ                    | モーレツ                   | 1999年4月 - 11月                                                                           | |
| Whiteberry                  | YUKI                       | 1999年12月 - 2000年3月                                                                     | 2000年3月4日放送分でゲスト出演し、この曲を生演奏している。 |
| Whiteberry                  | 太陽をぶっとばせ!          | 2000年4月 - 9月                                                                            | |
| Whiteberry                  | 通学路                     | 2000年10月 - 2001年3月                                                                     | 元々はテレビ東京系アニメ『キョロちゃん』の前期エンディングテーマして使用された曲。2001年3月のほとんどの時期から6月までの間はエンディングテーマなし。 |
| tef tef                     | ひこうき                   | 2001年7月 - 2002年5月                                                                      | |
| より子。                    | Plume Radio                | 2002年5月 - 2003年3月                                                                      | |
| day after tomorrow          | naturally                  | 2003年4月 - 12月                                                                           | |
| 大塚愛                      | さくらんぼ                 | 2004年1月 - 12月                                                                           | 2006年1月7日放送（2時間30分スペシャル）の『やべっち寿司』のコーナーに出演 |
| CHiYO                       | アリス道                   | 2005年1月 - 12月                                                                           | |
| あつ                        | 笑学校                     | 2006年1月7日 - 2007年1月6日                                                                | |
| Yum!Yum!ORANGE              | Precious Days              | 2007年1月13日 - 2008年1月26日                                                              | |
| CHERRY LYDER                | キリンの首より長くなる。   | 2008年2月2日 - 2009年1月24日                                                               | PVに大久保佳代子が出演（番組との関連性は不明）。 |
| SCANDAL                     | SAKURAグッバイ             | 2009年1月31日 - 2010年1月23日                                                              | |
| CHEESE CAKE （現・MOSHIMO） | Puzzle                     | 2010年1月30日 - 2011年1月29日                                                              | |
| 住所不定無職                | 1.2.3!                     | 2011年2月5日 - 2012年1月14日                                                               | |
| Negicco                     | 圧倒的なスタイル           | 2012年1月21日 - 2013年1月5日                                                               | |
| SUNDAYS                     | Bigになりたい              | 2013年1月26日 - 2013年12月14日                                                             | |
| ベイビーレイズ              | 恋はパニック               | 2014年1月4日 - 2014年12月6日                                                               | |
| アンジュルム                | 大器晩成                   | 2015年1月10日 - 2015年12月5日                                                              | |
| 夏の魔物                    | 東京妄想フォーエバーヤング | 2016年1月9日 - 2016年12月10日                                                              | |
| ゆず                        | タッタ                     | 2017年1月7日 - 2017年12月2日 2018年3月3日                                                  | 2016年10月29日放送の『オカ柳徹子の部屋in横浜市岡村』の収録中に、ロケバスの車内で岡村から「曲を作ってもらえないか」と言われた事がきっかけに、同年11月27日に行われたゆずの東京ドームコンサートでめちゃイケメンバー全員がステージに乱入して番組テーマソングのオファーを直談判し決定した。1月21日以降の番組エンディングでは、湾岸スタジオやお台場の各所でめちゃイケメンバー全員が踊る映像やダンス練習の様子が放送されている。2月4日の放送からはその回の企画に参加したゲストが踊るシーンが挿入されることもある。2018年1月2日のスペシャルのオープニングでも使用された。 |
| サザンオールスターズ        | みんなのうた               | 2018年3月31日                                                                              | 番組最終回の副題である「22年間の感謝をこめて最後はみんなで空高く舞い上がれスペシャル!!」に因んで使用された。このため、同曲は「めちゃイケ」のレギュラー放送内で最後に使用された主題歌となった。 |
| 尾崎豊                      | 15の夜                     | 不定期                                                                                     | 全レギュラーが参加する大型企画（例えば「オファーが来ましたシリーズ〜フルマラソン」や「濱口だまし〜生放送に濱口を遅刻させる」など）でメンバーの心が一致した時に歌われる。 |

## 本番組への批判・苦情
本番組は高視聴率番組として知られている反面、裏番組で「子供に見せたい番組」の上位に入ることが多い『世界一受けたい授業』（日本テレビ）とは対照的に、「子供に見せたくない番組」の上位に入ることが多かったため（いずれの調査も2013年度から中止）、いわゆる低俗番組としても知られている。ただ、本番組に寄せられたこれらの苦情・抗議やBPO審議入りの案件が、しばらく経ってから自虐的に番組内でネタにされることも少なくない。
- BPOでも、審議の対象となることが多い（特に番組初期）[41][42][43][44]。
- 2012年6月9日放送の「めちゃイケ酒豪No.1は誰だ!決定戦」で、「危険なアルコールの飲み方を肯定し助長する内容だった」としてフジテレビがイッキ飲み防止連絡協議会から抗議を受け、その後、公式サイトで謝罪しアルコール・ハラスメントに対する啓発を行った[45][46]。
- 2014年5月3日に放送予定だった「阿呆方さん緊急会見」では、当時問題となっていた小保方晴子氏をパロディにしたことから[47]、ネット上での批判などを受けて該当コーナーを中止し、当日は「めちゃギントン」に差し替えられた[48]。

### 演出手法について
当番組はインターネットを中心に、ドキュメント性の観点から「台本がある」「ヤラセ」と批判されることも少なからずあった。これについて総監督である片岡は番組終了後のインタビューで、出演者の人間性や喜怒哀楽を引き出し、より魅力的に見せるためのストーリー性やドラマ性は演出していたとし、その例として『岡村オファーがきましたシリーズ』は、基本はドキュメントでありつつもコント的なフリとオチは設定していたと明かした 。

### 三中元克に関して
2010年、オーディションで唯一"一般素人"として加入した三中元克の扱いに関して、現在でもインターネットを中心に多くの批判がある。2024年5月22日にYouTubeで公開されたニューヨークと三中の対談動画で三中は以下の事を語った。
- 2014年から2015年にかけて行われたプロレスラーを目指す企画で、1度目の脱走後、みちのくプロレス社長の新崎人生らに体力・精神の限界を通告し、同意を得たうえで帰京したが、スタッフがそれを「2度目の脱走」として仕立てた(要するにやらせ)。

## ネット局と放送時間
| 放送対象地域   | 放送局                            | 系列                                         | 放送日時                     | ネット状況 | 備考                                              |
| -------------- | --------------------------------- | -------------------------------------------- | ---------------------------- | ---------- | ------------------------------------------------- |
| 関東広域圏     | フジテレビ(CX)                    | フジテレビ系列                               | 土曜 19:57 - 20:54           | 製作局     | 製作局                                            |
| 北海道         | 北海道文化放送(uhb)               | フジテレビ系列                               | 土曜 19:57 - 20:54           | 同時ネット |                                                   |
| 岩手県         | 岩手めんこいテレビ(mit)           | フジテレビ系列                               | 土曜 19:57 - 20:54           | 同時ネット |                                                   |
| 宮城県         | 仙台放送(OX)                      | フジテレビ系列                               | 土曜 19:57 - 20:54           | 同時ネット |                                                   |
| 秋田県         | 秋田テレビ(AKT)                   | フジテレビ系列                               | 土曜 19:57 - 20:54           | 同時ネット |                                                   |
| 山形県         | さくらんぼテレビ(SAY)             | フジテレビ系列                               | 土曜 19:57 - 20:54           | 同時ネット | [ 注 14 ]                                         |
| 福島県         | 福島テレビ(FTV)                   | フジテレビ系列                               | 土曜 19:57 - 20:54           | 同時ネット |                                                   |
| 新潟県         | 新潟総合テレビ(NST)               | フジテレビ系列                               | 土曜 19:57 - 20:54           | 同時ネット | [ 注 15 ]                                         |
| 長野県         | 長野放送(NBS)                     | フジテレビ系列                               | 土曜 19:57 - 20:54           | 同時ネット |                                                   |
| 静岡県         | テレビ静岡(SUT)                   | フジテレビ系列                               | 土曜 19:57 - 20:54           | 同時ネット |                                                   |
| 富山県         | 富山テレビ(BBT)                   | フジテレビ系列                               | 土曜 19:57 - 20:54           | 同時ネット |                                                   |
| 石川県         | 石川テレビ(ITC)                   | フジテレビ系列                               | 土曜 19:57 - 20:54           | 同時ネット |                                                   |
| 福井県         | 福井テレビ(FTB)                   | フジテレビ系列                               | 土曜 19:57 - 20:54           | 同時ネット |                                                   |
| 中京広域圏     | 東海テレビ(THK)                   | フジテレビ系列                               | 土曜 19:57 - 20:54           | 同時ネット | [ 注 16 ]                                         |
| 近畿広域圏     | 関西テレビ(KTV)                   | フジテレビ系列                               | 土曜 19:57 - 20:54           | 同時ネット |                                                   |
| 島根県・鳥取県 | 山陰中央テレビ(TSK)               | フジテレビ系列                               | 土曜 19:57 - 20:54           | 同時ネット |                                                   |
| 岡山県・香川県 | 岡山放送(OHK)                     | フジテレビ系列                               | 土曜 19:57 - 20:54           | 同時ネット |                                                   |
| 広島県         | テレビ新広島(tss)                 | フジテレビ系列                               | 土曜 19:57 - 20:54           | 同時ネット |                                                   |
| 愛媛県         | テレビ愛媛(EBC)                   | フジテレビ系列                               | 土曜 19:57 - 20:54           | 同時ネット |                                                   |
| 高知県         | 高知さんさんテレビ(KSS)           | フジテレビ系列                               | 土曜 19:57 - 20:54           | 同時ネット | [ 注 17 ]                                         |
| 福岡県         | テレビ西日本(TNC)                 | フジテレビ系列                               | 土曜 19:57 - 20:54           | 同時ネット |                                                   |
| 佐賀県         | サガテレビ(STS)                   | フジテレビ系列                               | 土曜 19:57 - 20:54           | 同時ネット |                                                   |
| 長崎県         | テレビ長崎(KTN)                   | フジテレビ系列                               | 土曜 19:57 - 20:54           | 同時ネット |                                                   |
| 熊本県         | テレビ熊本(TKU)                   | フジテレビ系列                               | 土曜 19:57 - 20:54           | 同時ネット |                                                   |
| 宮崎県         | テレビ宮崎(UMK)                   | フジテレビ系列 日本テレビ系列 テレビ朝日系列 | 土曜 19:57 - 20:54           | 同時ネット |                                                   |
| 鹿児島県       | 鹿児島テレビ(KTS)                 | フジテレビ系列                               | 土曜 19:57 - 20:54           | 同時ネット |                                                   |
| 沖縄県         | 沖縄テレビ(OTV)                   | フジテレビ系列                               | 土曜 19:57 - 20:54           | 同時ネット |                                                   |
| 大分県         | テレビ大分(TOS)                   | 日本テレビ系列 フジテレビ系列                | 日曜 14:55 - 15:55           | 遅れネット | [ 注 18 ] [ 注 19 ] [ 注 20 ] [ 注 21 ]           |
| 青森県         | 青森放送(RAB)                     | 日本テレビ系列                               | 水曜 0:54 - 1:51（火曜深夜） | 遅れネット | [ 注 22 ] [ 注 23 ] [ 注 24 ] [ 注 25 ] [ 注 26 ] |
| 日本全域       | フジテレビONE スポーツ･バラエティ | CS放送                                       | 放送時間不定                 | 遅れネット |                                                   |

日本国外の放送局
- Imagine Asian TV（アメリカ合衆国、ケーブルテレビ、2008年5月 - 不明 ）

過去のネット局
- 高知放送（RKC・日本テレビ系列、 - 1997年3月）
- 大分放送（OBS・TBS系列、 - 2005年3月[注 27][注 28]）
- 山梨放送（YBS・日本テレビ系列、 - 2005年9月、2005年11月 - 2016年[注 29]）
- テレビ山口（tys・TBS系列、 - 2018年3月[注 30]）
- フジテレビ721（ - 2006年7月[注 31]）
- AZN（アメリカ合衆国、ケーブルテレビ放送局）
- NGN（ハワイ州、ケーブルテレビ、日本語チャンネル）

### 放送時間の変遷
| 期間    | 期間    | 放送時間（日本時間）         |
| ------- | ------- | ---------------------------- |
| 1996.10 | 1998.09 | 土曜日 20:00 - 20:54（54分） |
| 1998.10 | 2001.03 | 土曜日 19:53 - 20:54（61分） |
| 2001.04 | 2018.03 | 土曜日 19:57 - 20:54（57分） |

### CS放送
CSでは、フジテレビONEにて過去の放送分が再放送されていたが2024年4月から『笑う犬の生活』にバトンタッチされた。
- 2002年からフジテレビTWOで放送開始（開始当時のチャンネル名は「フジテレビ721」）。
- 休止期間を経て、2016年11月2日から再放送が再開。番組の回数カウントはリセットされ、山本圭壱レギュラー降板後の2006年7月22日分以降を放送。
- 提供クレジットは表示されないが、本放送当時の提供アナウンスが放送用VTRに組み込まれているため、CSでもそのまま流される。
- 肖像権が厳しいジャニーズ事務所の所属タレント（本放送時点で在籍しており、番組終了後に独立した中居正広を含む）、「やべっち寿司」などにゲスト出演した海外スター（トム・クルーズやキャメロン・ディアスなど）の出演部分はカットされて流されている。また、諸事情で芸能界を引退した人物の出演シーンもカットされている。
- 番組末期にレギュラー復帰を果たした山本圭壱の出演回はいずれも欠番扱い。コーナーのみの出演部分もカットされており、CS上の最終回は2018年3月17日放送の「格闘女神MECHA FINAL」となっている。
- 番組中に表示される番宣等の告知テロップはぼかしがかけられる他、エンド5秒も場合によってはアクアライン版（スペシャル用）のタイトルロゴが出る部分を静止画（右下に「END」テロップを追加）にしたものに差し替えられる。

## スタッフ
- 構成：伊藤正宏、御影屋聖、鈴木工務店、渡辺・プロ、すますま・すずき、酒井健作、堀雅人、はしもとこうじ、森龍介、深田憲作、渡辺陽介、奥田泰、中藤洋、依田龍介、中川久嘉、安齋友郎(朗) / 元祖爆笑王
- TD（テクニカルディレクター）：斎藤雄一（以前はVE）
- SW（スイッチャー）：藤本敏行
- カメラ：長瀬正人、辻稔
- 音声：高橋幸則、田原裕太
- 照明：渡辺啓史（fmt）
- 音響効果：笠松広司（OCBプロ→Digitalcircus）
- 編集：渕真悟（Artistree Media）
- MA（マルチオーディオ）：円城寺暁（IMAGICA）
- 美術制作：三竹寛典（フジテレビ）
- 美術進行：村瀬大
- デザイン：永井達也
- 大道具：丸野彰久、坂井稔
- アクリル装飾：堀内重彰
- 視覚効果：倉谷美奈絵
- 小道具：岡田寿也（テレフィット）
- 電飾：中尾学
- 衣装：藤原ひとみ
- 持道具：森智(知)美
- メイク：春山輝江、金子友美
- かつら：清水聖恵
- 特殊装置：平野正英
- アートフレーム：高木慶一
- 特殊造形：佐藤和良
- ナレーション：木村匡也、住友七絵（住友→青二プロダクション）
- CG（コンピューターグラフィック）：冨士川祐輔・鈴木鉄平（フジテレビ）
- イラスト：まるはま
- インフェルノ：和田真弥（Artistree Media）
- 車輌：岡本貴幸
- コンテンツデザイン：桐山三千代（桐山→以前はデザイン）・野村和生（フジテレビ）
- 広報：瀬田裕幸（フジテレビ）
- デスク：市川亜季
- TK（タイムキーパー）：斎(斉)藤裕里・平野美紀子（TBG）
- アドバイザリースタッフ：明松功（当時フジテレビ、後に営業局ローカル営業部長職、初期AD→2011年11月まではディレクター→CPは2016年8月6日まで）、中嶋優一（フジテレビ、以前はAD→AP→プロデューサー）
- 技術協力：ニユーテレス
- ロケ技術：スウィッシュ・ジャパン
- プロデューサー：宮崎孝幸（ステイ）、大平智恵（スクラッチ、2015年9月以前はAP）
- ディレクター：内山真吾、日置祐貴（フジテレビ）、北村要、北山拓・冨田直伸（フジテレビ）、遠藤達也（遠藤→ステイ） / 近藤真広（フジテレビ）
- チーフディレクター：松本泰治（元アズバーズ、2010年よりフリー、2015年9月以前はディレクター）
- 演出・プロデュース：戸渡和孝（フジテレビ、2017年4月8日- 2009年9月以前はディレクター→総合演出は2017年3月まで）
- 総監督：片岡飛鳥（当時フジテレビ、2017年10月14日- 以前は監督→総監督→企画統括→コンテンツデザイン→#679・680総監督→企画統括）
- 制作：フジテレビ編成局制作センター第二制作室（以前は編成局第二制作部 → 制作センター → バラエティ制作センター → 第二制作センター）
- 制作著作：フジテレビ

### 過去のスタッフ
- 構成：野村正樹、小矢部マサシ、渡辺鐘、福岡孝哲、今関ちなつ
- カメラ：中島浩司
- 音声：石井俊二、深谷高史、牧野正義
- VE（ビデオエンジニア）：塚本健
- 照明：根本進、土倉潤一、穴田建(健)二（FLT）
- 音響効果：栗田勇児
- 編集：中根敏晶（パッチワーク → ミディアルタ → Artistree Media）、加藤弘行（パッチワーク）、奥山修（IMAGICA）
- MA（マルチオーディオ）：鈴木久美子（IMAGICA）
- 美術制作：須藤康弘・小須田和彦・行武直高（フジテレビ）
- 美術進行：石川利久、菅原亮
- 大道具：毛利彰
- アクリル装飾：早川崇、関口和彦
- 視覚効果：山ノ内健
- 衣装：神波憲人、中山美和、小山香寿美、山口亜希、望月結花、津幡真優、古川富美子
- 電飾：林将太(大)
- 特殊装置：福田隆正
- メイク：峰野恵美、小林純子、中谷しのぶ、古賀由理子、滝本絵里子
- かつら：川北恭代、高梨由美子、今井奈緒子
- テロップ製作：Photo shop
- アートフレーム：津田忠直、石井智之
- CG（コンピューターグラフィック）：岩下みどり（ケネックジャパン）、三谷晋平、フレイムグラフィックス
- インフェルノ：藤田浩司（パッチワーク）
- タイトル：福澤伸太郎（フジテレビ）、佐々木千代乃（ビー・エス・カル）
- デスク：斉藤真理子
- TK（タイムキーパー）：山口美香
- 編成：吉田正樹・原田冬彦・石井浩二・種田義彦・吉田豪・濱潤・濱野貴敏・吉田寛生（フジテレビ、吉田正は当時）
- 広報：石田卓子・中島良明・田川龍介・岡澤雄一・上野陽一・名須川京子・片山正康（フジテレビ）
- 広告宣伝部：為永佐知男（フジテレビ、以前は広報）
- コンテンツデザイン：五十嵐剛・前田泰成（フジテレビ）、柳田麻衣、寺記夫
- ディレクター：中村肇（BEE BRAIN）、夏野亮（フジテレビ）、北沢建一、谷口大二・当麻晋三・安喜昌史（フジテレビ）、鎌田健太
- AP（アシスタントプロデューサー）：櫟本憲勝（当時フジテレビ）、徳光芳文（フジテレビ）、山口ななえ
- プロデューサー → チーフプロデューサー：小西康弘（フジテレビ、初回 - 1998年）、飯村徹郎（フジテレビ、2011年12月 - 2017年3月）
- 制作協力：NET WEB(2015年6月まで)

## 関連商品

### CD・MD
- めちゃイケ DISC 1 MD（1997年8月1日、Epic/Sony Records、規格品番：ESYB-7144）
- めちゃイケ DISC 1 CD（1997年9月1日、Epic/Sony Records、規格品番：ESDB-3784）

### DVD
2013年から「赤DVD」と称し、番組企画のDVD化を行っている。発売元はフジテレビジョン、販売元はよしもとアール・アンド・シー。タイトルやジャケットは教学社の過去問集、通称「赤本」のパロディ。各巻「傾向と対策」参考書（解説書）が付属しており岡村GPからのメッセージが書いてある。山本はじめとする出演者についてもカットなどはされずに収録される。「岡村オファーシリーズ」の劇団四季編など権利関係が絡む企画はDVD化に至らず、下記の発売済みのものでも「岡女。」におけるミュージカルシーンなどが権利関係をクリアできず「大人の事情」という名目で収録されなかった。『めちゃイケ大百科辞典』に続くめちゃイケ資料。
第1巻『オカザイル』はオリコン週間DVDランキング総合2位、第2巻『オカザイル2』は総合3位だった。
第3巻『モーニング娘。の修学旅行 岡村女子高等学校。』が総合1位を獲得、第4巻『モーニング娘。の期末テスト・体育祭 岡村女子高等学校。2』は総合3位だった。
フジテレビ系バラエティー番組のDVD総合首位は、「人志松本のすべらない話 ザ・ゴールデン4」以来3年6ヶ月ぶりとなった。
| 巻数  | タイトル | 発売日        | 枚数  |
| ----- | --- | ------------- | ----- |
| 第1巻 | EXILE×岡村隆史 オカザイル 岡村オファーが来ましたシリーズ第11弾 いい意味でヤバイっす オカザイルスペシャル!!                                                                             | 2013年9月14日 | 2枚組 |
| 第2巻 | EXILE×岡村隆史 オカザイル2 もうデブザイルなんて言わないでスペシャル!! | 2013年9月14日 | 2枚組 |
| 第3巻 | モーニング娘。の修学旅行 岡村女子高等学校。 修学旅行で超×4+1いい感じスペシャル!! | 2013年12月7日 | 2枚組 |
| 第4巻 | モーニング娘。の期末テスト・体育祭 岡村女子高等学校。2 キダムじゃなくて期末がきました! 岡女。も来てるね〜! スペシャル 走れ! 跳べ! 輝け心の金メダル!! 人生って素晴らしいスペシャル!!    | 2013年12月7日 | 2枚組 |
| 第5巻 | めちゃイケ正規軍×グラビアアイドル連合軍 めちゃ日本女子プロレス 創世紀編 [1999‐2001 小池栄子以前] 加藤＆大久保物語 矢部＆大久保物語 しりとり侍最終夜 プロフェッショナルめちゃイケの流儀 | 2014年5月3日  | 2枚組 |
| 第6巻 | めちゃイケ正規軍×グラビアアイドル連合軍 めちゃ日本女子プロレス2 新世紀編 [2001‐2005 小池栄子以後] ここがヘンだよ女芸人 クイズ濱口優 お笑いレディースクラシック 雛祭 野良猫             | 2014年5月3日  | 2枚組 |
| 第7巻 | 岡村オファーが来ましたシリーズ第12弾 松岡修造とエースをねらえ！ 心のエースをねらえ！絶対無二のスペシャル!!                                                                             | 2015年3月21日 | 2枚組 |

### 関連書籍
- めちゃイケpM8編集プロジェクト（監修・片岡飛鳥）『めちゃイケ大百科事典ENCYCLOPEDIA（エンサイクロペディア）』フジテレビ出版、2001年、ISBN 4-594-03074-2。
- スタッフ99『ナインティナインのごーるでんたいむッ!!』太陽出版、1999年、ISBN 4884691741。
- ナイナイ知り隊「めちゃ2ナインティナイン!!-『めちゃナイ』」太陽出版、1997年、ISBN 4884691350。